# Justus von Liebig

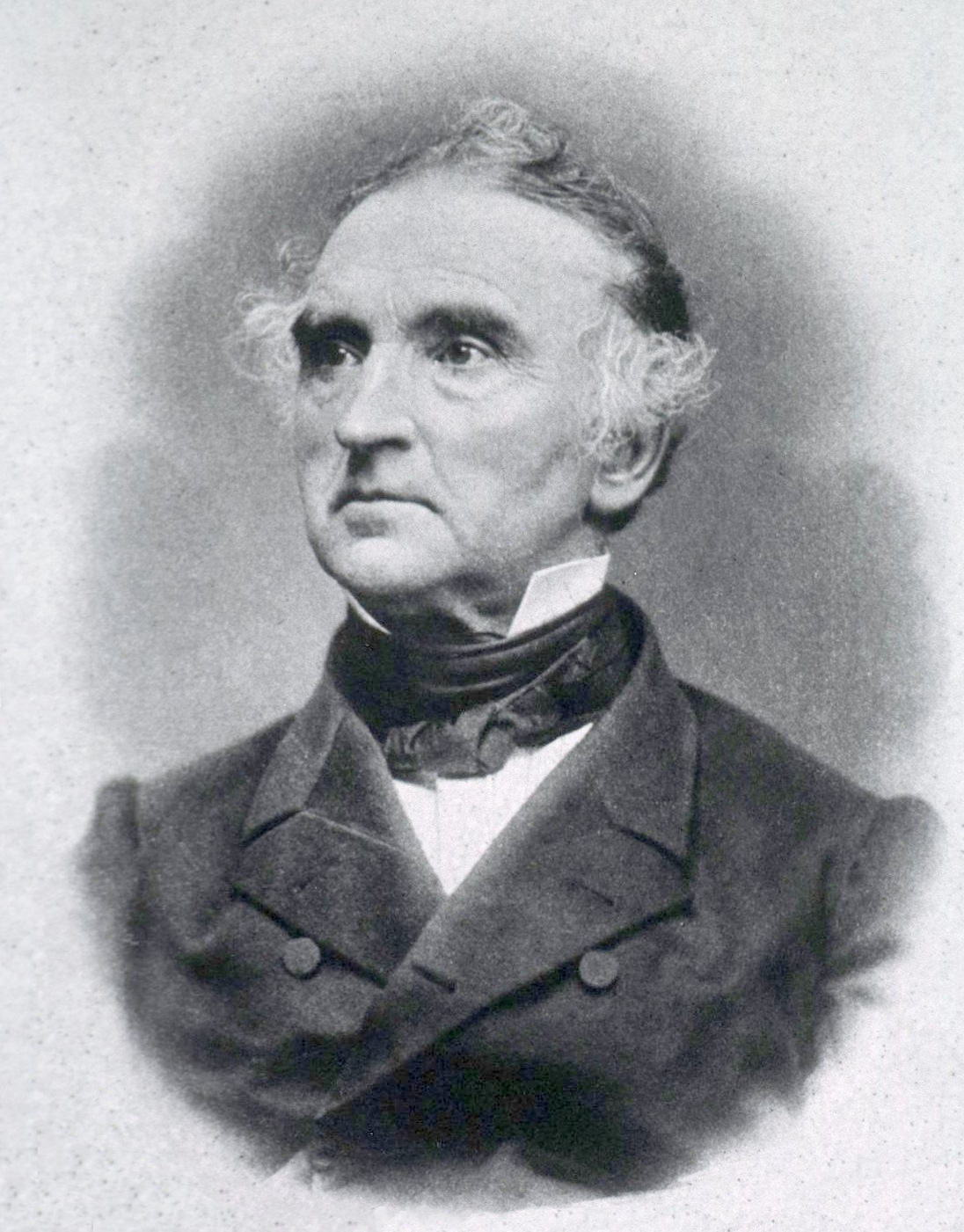
Justus von Liebig, ca. 1866

Justus Liebig, ab 1845 Freiherr von Liebig (* 12. Mai 1803 in Darmstadt; † 18. April 1873 in München), war ein deutscher Chemiker und Universitätsprofessor in Gießen und München. Liebig erkannte, dass Pflanzen wichtige anorganische Nährstoffe in Form von Salzen aufnehmen, und begründete durch seine Forschung die moderne Mineraldüngung und den Beginn der Agrochemie. Er entwickelte ein Herstellungsverfahren für Rindfleisch-Extrakte sowie moderne Analyseverfahren und gründete die Zeitschrift Justus Liebigs Annalen der Chemie. Gleichzeitig mit zwei anderen Forschern entdeckte er 1831 das Narkosemittel Chloroform.

## Leben

### Kindheit, Schul- und Lehrzeit
Justus Liebig wurde als Sohn des Drogisten sowie Farbenhändlers Johann Georg Liebig und seiner Frau Maria Caroline Liebig, geb. Fuchs genannt Moeser in Darmstadt geboren. Er gehörte dem Darmstädter Zweig des Geschlechts Liebig an. Sein Taufname lautete Johann Justus.
Schon früh experimentierte er mit den Materialien, die er in der Werkstatt seines Vaters vorfand, und entwickelte dadurch eine starke Neigung zur Chemie. Auch die chemischen Experimente, die von Schaustellern auf Jahrmärkten vorgeführt wurden, weckten sein Interesse, insbesondere die Herstellung von Knallerbsen, bei der er das Knallquecksilber erstmals kennenlernte.
Den Besuch des Pädagogiums in Darmstadt beendete er schon in der Sekunda. Sein Lehrer, der Konrektor Johann Justus Storck (1772–1831), bewertete seine intellektuellen Fähigkeiten mit den Worten: „Du bist ein Schafskopf! Liebig, dein Latein reicht gerade aus zum Apotheker.“ Tatsächlich brach Liebig eine Apothekerlehre bei Gottfried Pirsch (1792–1870) in Heppenheim nach etwa einem Jahr vorzeitig ab, weil er bei seinen privaten Versuchen mit Knallsilber einen Dachstuhlbrand in der Apotheke verursacht hatte.
Er kehrte nach Darmstadt zurück und half seinem Vater in der Werkstatt. Nebenher besuchte er oft die großherzogliche Bibliothek, um sich in der Chemie als Autodidakt aus Büchern und durch private Untersuchungen fortzubilden.

### Studium

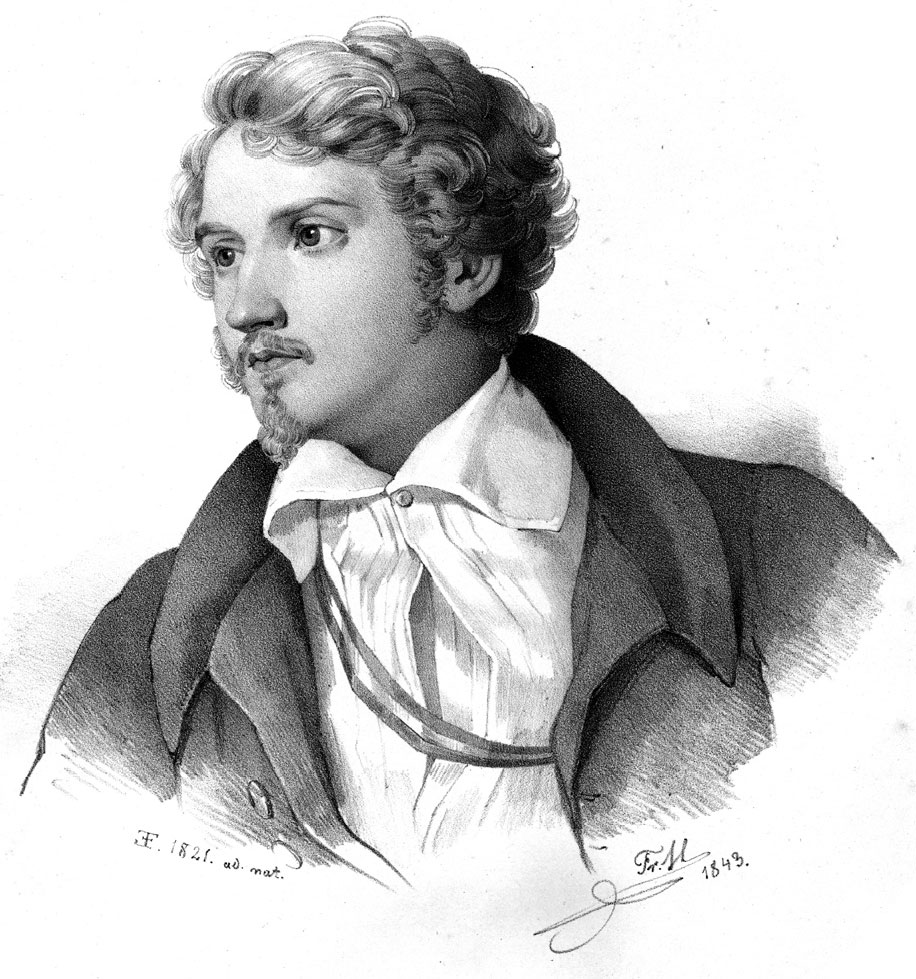
Justus Liebig als junger Student 1821, Zeichnung von 1843

Durch Vermittlung seines Vaters begann Justus Liebig im Herbst 1819 ein Chemiestudium in Bonn bei Karl Wilhelm Gottlob Kastner, den Liebig bereits im Geschäft seines Vaters kennengelernt hatte, der sein Talent schnell erkannte und ihn als Assistenten in seinem Labor beschäftigte. Als Kastner 1821 einen Ruf als Professor an die Universität Erlangen annahm, folgte ihm Liebig. Hier konnte er bereits drei Arbeiten zu Knallsilber bzw. Salzäther veröffentlichen. Zwei von ihnen wurden, gemeinsam mit der 1822/23 fertig gestellten Schrift Über das Verhältnis der Mineralchemie zur Pflanzenchemie, als Dissertationsschrift angenommen. Liebig wurde damit am 22. Juni 1823 in absentia („in Abwesenheit“, eine damals zwar noch vorhandene, aber bereits auslaufende Möglichkeit, promoviert zu werden ohne mündliche Prüfung/Verteidigung) zum Doktor der Philosophie promoviert, da er sich seit September 1822 in Paris aufhielt. Sein Doktorvater Kastner hatte zuvor bei Großherzog Ludwig I. von Hessen erwirkt, dass Liebig ein sich auf zwei Jahre belaufendes Stipendium zum Studium an der Pariser Universität Sorbonne erhielt, damals ein führendes Zentrum der Chemie. Hier analysierte er unter anderem Mineralien und lernte bei den Professoren Joseph Louis Gay-Lussac, Louis Jacques Thénard und Louis-Nicolas Vauquelin den damals fortschrittlichsten Chemie-Unterricht kennen. Auch die französischen Chemiker Jean-Baptiste Dumas und Théophile-Jules Pelouze trugen zu seiner chemischen Ausbildung bei.
Nachdem Liebig bereits Mitglied einer Bonner Burschenschaft geworden war, schloss er sich in Erlangen dem Corps Rhenania I an. Im März 1822 nahm Liebig, der auch Mitglied der Bonner und Erlanger Burschenschaft von 1820/22 war, an Demonstrationen der freiheitlich gesinnten Studenten gegen die Obrigkeit teil. Infolgedessen wurde er von der Polizei gesucht und musste nach Hause fliehen.

### Professur in Gießen
Bald trat er mit eigenen Arbeiten über Knallquecksilber hervor, wodurch der auch in Paris wirkende deutsche Naturforscher Alexander von Humboldt auf ihn aufmerksam wurde. Durch dessen Empfehlung an den hessischen Großherzog wurde der erst 21-jährige Liebig am 26. Mai 1824 außerordentlicher Professor für Chemie an der Ludwigs-Universität Gießen; am 7. Dezember 1825 wurde er ordentlicher Professor für Chemie und Pharmazie. Seine Arbeitsbedingungen spiegelten das bis dahin geringe Ansehen der chemischen Fakultät wider: Sein Gehalt war gering, und für Geräte, Chemikalien, Kohle usw. erhielt er nur minimale Zulagen. So musste er viele dringend benötigte Apparate und Materialien aus der eigenen Tasche bezahlen, um überhaupt lehren zu können. Trotzdem fand er bei den Gießener Studenten wegen seiner Lehrmethoden schnell großes Interesse und Zulauf.
Im Jahr 1826 traf Justus Liebig Friedrich Wöhler, mit dem er zusammen forschte und freundschaftlich verbunden war. Im selben Jahr heiratete er Henriette Moldenhauer.

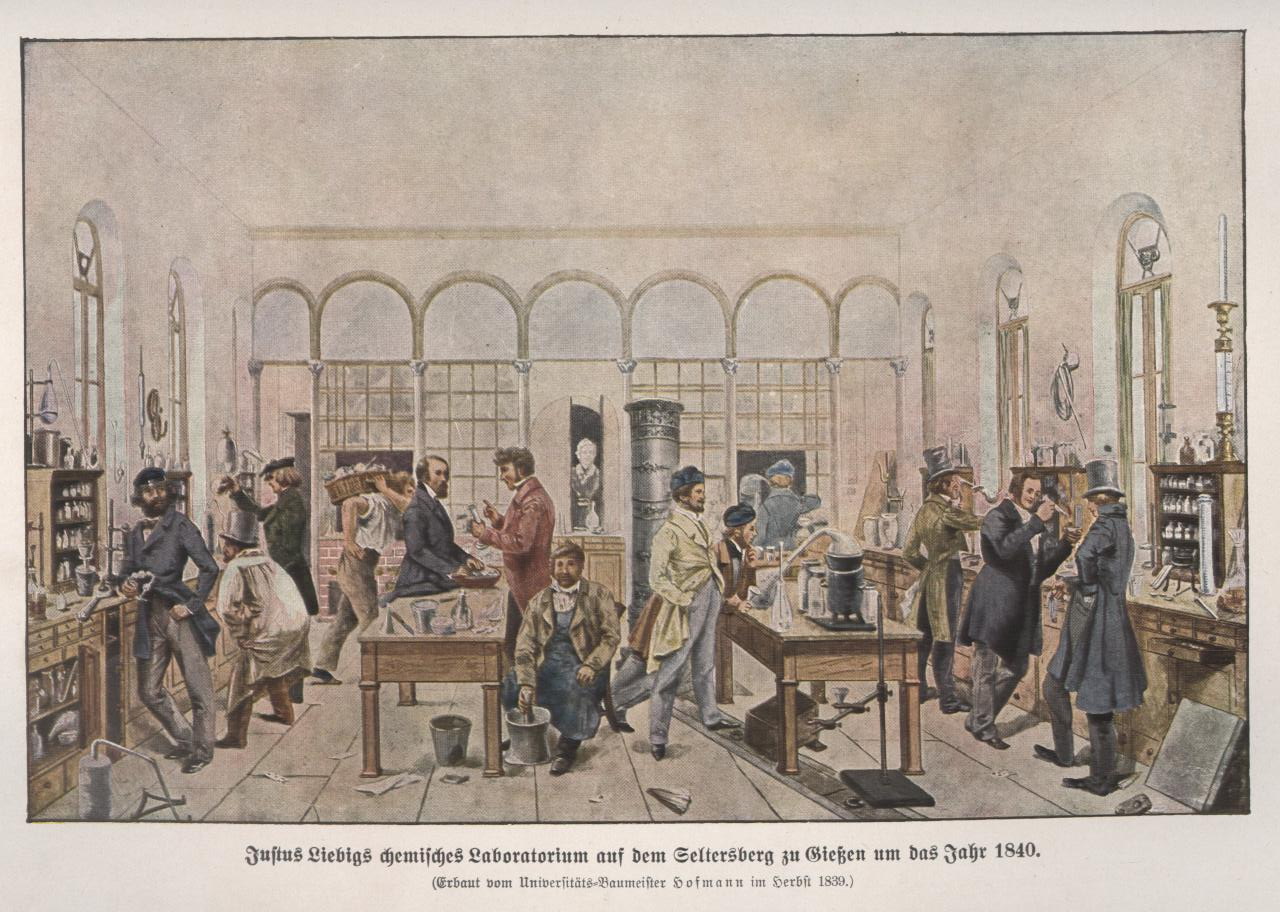
Liebigs Gießener Labor, um 1841, Abbildung nach einem Gemälde von Wilhelm Trautschold

Um seine finanziellen Probleme zu mildern, betrieb er nebenberuflich von 1827 bis 1833 ein privates Institut für Pharmazie und technisches Gewerbe, in dem er zusammen mit den Professoren Hermann Umpfenbach, Friedrich Christian Gregor Wernekink und Georg Gottlieb Schmidt Apothekengehilfen und zukünftige Leiter der technischen Gewerbe ausbildete. Er legte damit den Grundstock für seine 1832 gegründete Zeitschrift Annalen der Pharmacie, später allgemein bekannt als Liebig’s Annalen und in Großbritannien von der Chemical Society hochgeschätzt.
Seine Lehrmethode, seine Entdeckungen und Schriften machten ihn bald weltweit bekannt, mit der Folge, dass neben vielen Deutschen auch zahlreiche Ausländer, darunter 84 Engländer und 18 Amerikaner, nach Gießen kamen, um Liebigs Vorlesungen über Chemie und Pharmazie zu hören. Bedeutende Schüler von ihm waren August Wilhelm von Hofmann, der bei Liebig von 1836 bis 1845 studierte, promovierte und sich als dessen Assistent habilitierte, (in Berlin) der Pathologe und Internist Wilhelm Olivier von Leube sowie (in Gießen) der Arzt und Chemiker Johann Joseph von Scherer 1843 wurde Liebig in die American Academy of Arts and Sciences gewählt.
Zu Liebigs Studenten an der damaligen Ludwigs-Universität Gießen gehörte 1833 im Übrigen der Revolutionär Georg Büchner. Er soll den experimentierenden Doktor in seinem Dramenfragment Woyzeck an Justus Liebig angelehnt haben. Ferner studierte der jüngere Bruder des Dramatikers, der spätere Chemiker und Politiker Wilhelm Büchner, bei Liebig.
Berufungen an die Universitäten Dorpat 1827, Göttingen 1835, St. Petersburg 1839, Wien 1841, London 1845 und Heidelberg 1851 lehnte Liebig ab, konnte aber jedes Mal durch Bleibeverhandlungen mit dem zuständigen Ministerium seine finanzielle und berufliche Situation verbessern. Von der Universität Göttingen erhielt Liebig 1847 einen medizinischen Doktortitel.
Im Jahr 1845 wurde er auf eigenen Wunsch von dem Großherzog Ludwig II. von Hessen für seine Verdienste mit dem Titel Freiherr geadelt.

### Wechsel nach München

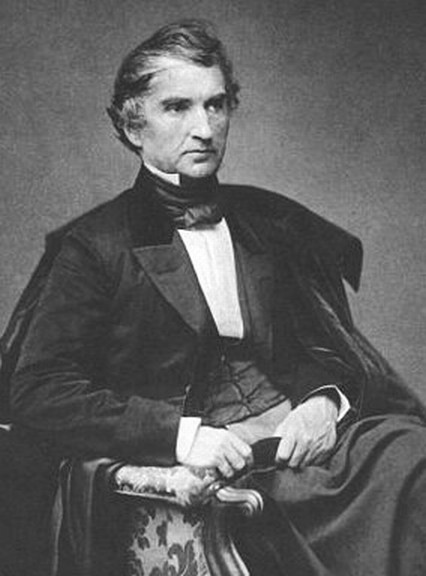
Justus von Liebig (ca. 1860)

Schließlich sondierte die Universität München durch den Professor Max von Pettenkofer wegen einer Berufung. König Maximilian II. von Bayern lud Liebig persönlich ein, bot ihm in einer Privataudienz den Bau eines neuen Chemischen Instituts mit daneben liegendem Wohnhaus an und sicherte ihm weitgehende Freiheit in Lehre und Forschung zu. Liebig nahm die Berufung zum Professor für Chemie an und lehrte ab 1852 in München. Sein Nachfolger in Gießen wurde sein Schüler Heinrich Will.
In den 1850er Jahren gelang es Justus von Liebig, Glaskörper mit einer Silberlösung zu beschichten und zum spiegelnden Glänzen zu bringen. Liebig wollte damit sein naturwissenschaftliches Gerät verbessern.
Um 1860 wurde der Fotochemiker und spätere Erfinder Johann Baptist Obernetter Assistent Liebigs.
In München wurde Liebig von vielen wissenschaftlichen Vereinigungen im In- und Ausland zum korrespondierenden oder Ehrenmitglied ernannt und erhielt zahlreiche Ehrungen und Orden von regierenden Herrschern der ganzen Welt. Als er den Superphosphat-Dünger entwickelte, war er Mitbegründer der „Bayerischen Aktiengesellschaft für chemische und landwirtschaftlich-chemische Fabrikate“ (BAG, Werk in Heufeld) mit Sitz München, die bis 2012 unter dem Namen Süd-Chemie existierte und heute Teil des Schweizer Clariant-Konzerns ist. Am 15. Dezember 1859 wurde er zum Präsidenten der Bayerischen Akademie der Wissenschaften ernannt. Dieses Amt bekleidete er bis zu seinem Tod. 1870 wurde er zum Ehrenbürger der Stadt München ernannt. Im Jahr 1859 war er auch zum Mitglied der Leopoldina gewählt worden. 1830 wurde er korrespondierendes Mitglied der Russischen Akademie der Wissenschaften in St. Petersburg, 1833 der Preußischen Akademie der Wissenschaften, und 1840 auswärtiges Mitglied der Royal Society, deren Copley-Medaille er im selben Jahr erhielt. 1842 wurde er in die Académie des sciences in Paris, 1851 in die Académie royale des Sciences, des Lettres et des Beaux-Arts de Belgique in Brüssel und 1867 in die National Academy of Sciences der Vereinigten Staaten aufgenommen.
Justus Liebig starb am 18. April 1873 in München an einer Lungenentzündung und wurde unter großer Anteilnahme der Bevölkerung am 21. April zu Grabe getragen.

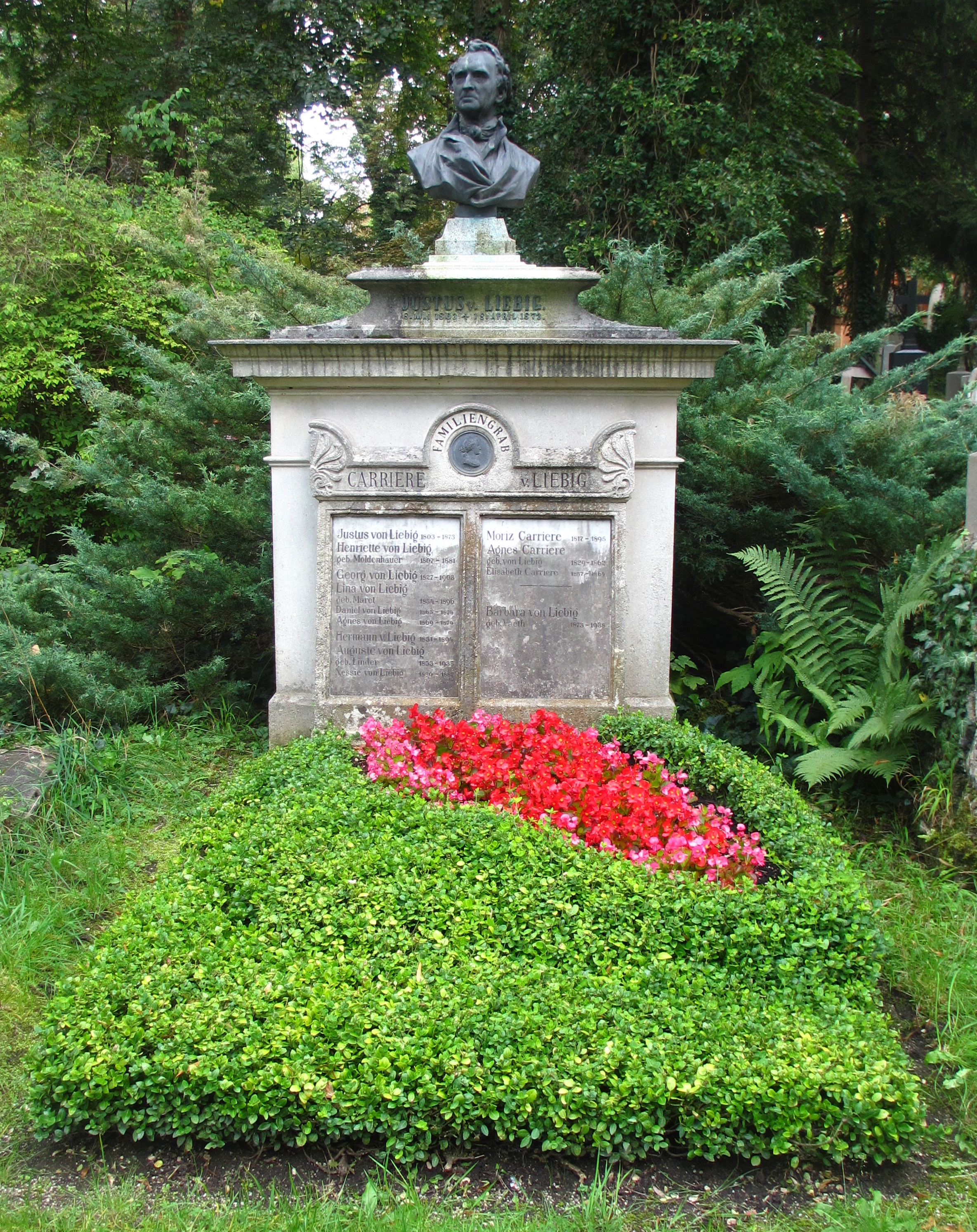
Grab von Liebig auf dem Alten Südlichen Friedhof in München

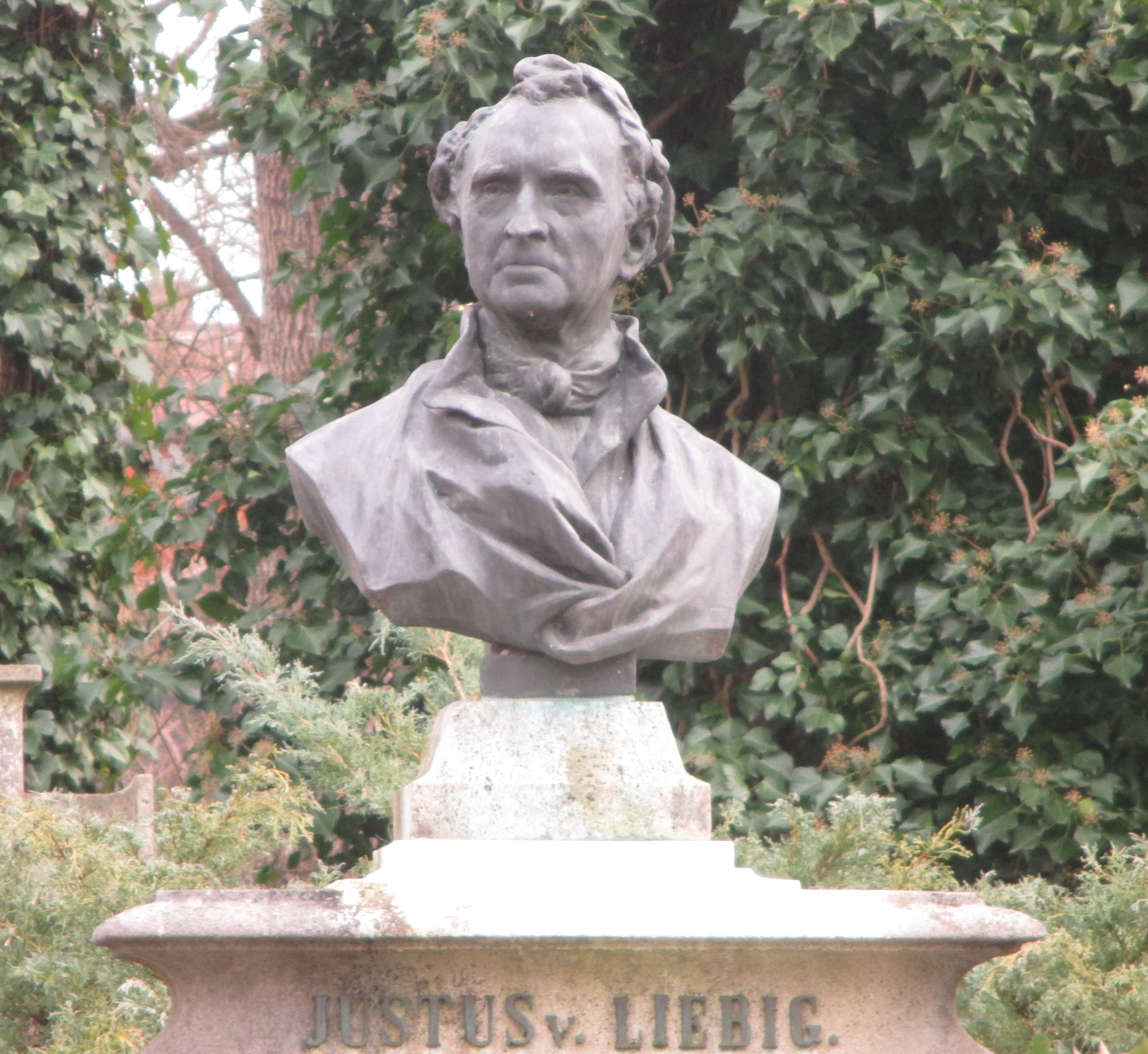
Büste von Justus Liebig auf seinem Grab; die Bronzebüste schuf der Bildhauer Michael Wagmüller

## Grabstätte
Die Grabstätte von Justus Liebig befindet sich auf dem Alten Südlichen Friedhof in München (Gräberfeld 40, Reihe 12, Platz 11 – Standort). In dem Grab befinden sich auch  Justus von Liebigs Frau Henriette und seine beiden Söhne Hermann und Georg sowie weitere Mitglieder der Familie Liebig. Aufgrund der familiären Verflechtungen liegen in dem Grab auch Mitglieder der Familie Carriere. 
Das Grabmal entwarf der Bildhauer Anselm Sickinger. Die Büste Justus von Liebigs schuf Michael Wagmüller. Ursprünglich war sie aus Marmor und von einem Glasgehäuse geschützt. Später wurde sie durch eine Bronzekopie ersetzt.

## Nachkommen und Verwandte
Justus Liebig heiratete 1828 in Darmstadt Henriette Moldenhauer (1807–1881), die Tochter des Kriegs-, Hof- und Hofkammerrats Michael August Wilhelm Moldenhauer. Mit ihr hatte er fünf Kinder:
- Georg von Liebig (1827–1903) Mediziner
- Agnes (1829–1862) verheiratet mit dem Philosophen Moriz Carrière
- Hermann von Liebig (1831–1894) Agrarwissenschaftler
- Johanna (1836–1926) verheiratet mit dem Chirurgen Carl Thiersch[26]
- Marie (1845–1920)[27]

Zu seinen Nachfahren gehören des Weiteren die Malerin Clara Harnack (Enkelin), der Chemiker Hans von Liebig (Enkel), der Regierungsrat Eugen von Liebig (Enkel), der Genetiker Max Delbrück (Urenkel), die Frauenrechtlerin Agnes von Zahn-Harnack (Urenkelin), der Leichtathlet Luz Long (Ururenkel), der Psychiater Bern Carrière und die Schauspieler Mathieu, Till und Mareike Carrière.
Die weitere Verwandtschaft Justus Liebigs umfasst ebenso den Chemiker Friedrich Konrad Beilstein, der zugleich einer von Liebigs Schülern war.
Elly Heuss-Knapp, die spätere Gattin des Bundespräsidenten Theodor Heuss, war eine Enkelin von Liebigs Schwester Elise. Ein Nachkomme Elises ist der Arzt und Musiker Volker Leiß.

## Wissenschaftliches Werk
Liebig begann seine wissenschaftliche Tätigkeit in Gießen mit der Untersuchung hessischer und bayerischer Heilquellen und deren Nutzbarmachung für die Salzgewinnung. Dabei stellte er schnell fest, dass die damaligen Analysemethoden sehr langwierig waren und vergleichsweise ungenaue Ergebnisse lieferten.

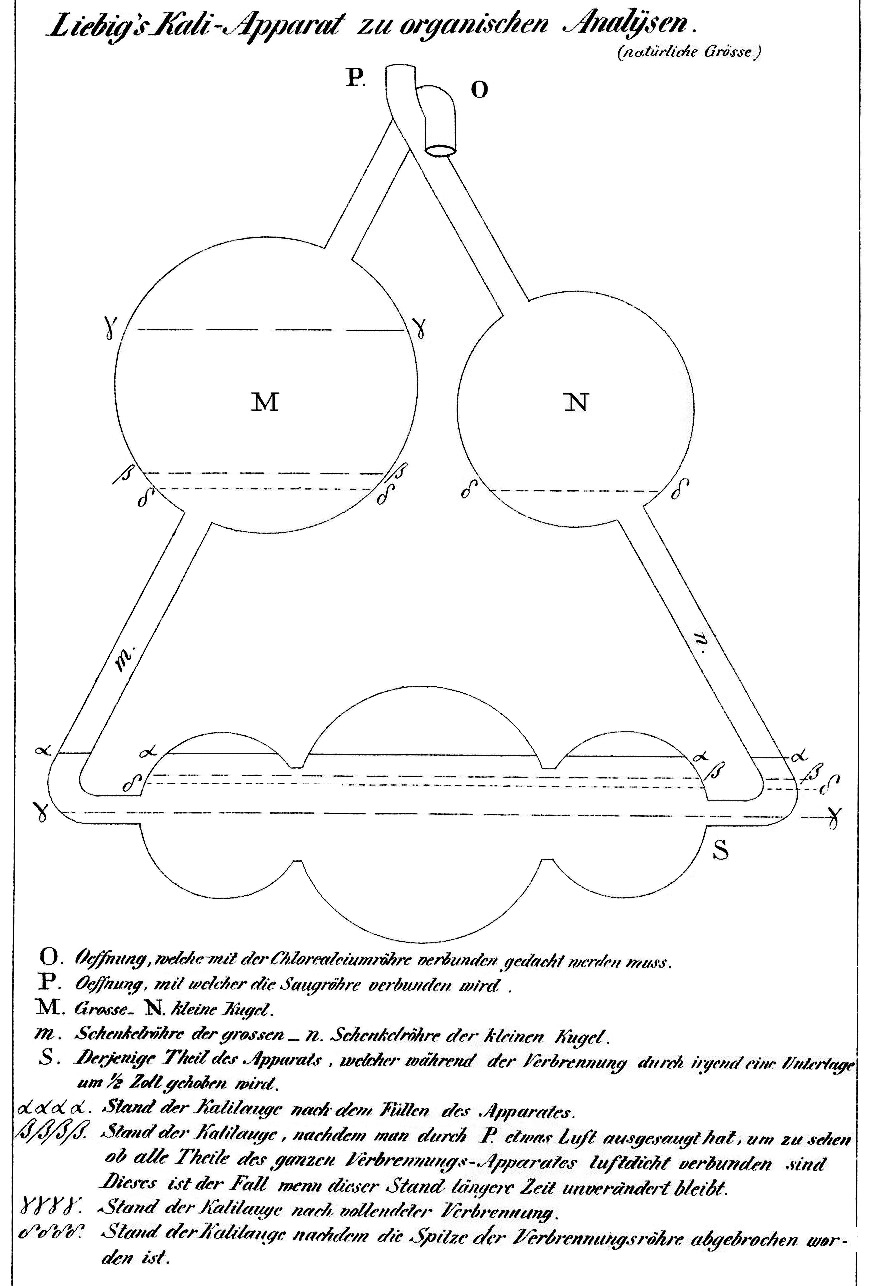
Liebigs Kali-Apparat

Es gelang ihm in jahrelangen Versuchen, die Analysegeräte zu vervollkommnen, vor allem aber die Elementaranalyse, d. h. die Ermittlung der elementaren Zusammensetzung von tierischen und Pflanzenteilen durch den von ihm 1831 entwickelten Fünf-Kugel-Apparat (ursprünglich Kali-Apparat genannt) und weitere Änderungen wesentlich zu vereinfachen und zu beschleunigen. Er untersuchte zusammen mit seinen Mitarbeitern und Studenten in der Folgezeit Hunderte von Pflanzen und Pflanzenteilen und viele Organe und Produkte von Tieren auf ihre Zusammensetzung und veröffentlichte ihre Ergebnisse. Damit begründete er praktisch die Organische Chemie, weil niemand vorher derart viele exakte und jederzeit nachprüfbare Untersuchungen hatte durchführen können.
Er untersuchte unter anderem hochexplosive Salze (fulminates; Knallsäure), Organische Säuren, Harnsäure, Schwefel-Cyanide und Produkte der Alkoholoxidation.
Er entdeckte im Harn die Hippursäure, in der Fleischflüssigkeit das Kreatinin und im Hundeharn die Kynurensäure. So beförderte er die Nephrologie. Er schrieb: „Als Muttersubstanz des Kreatinins hat zweifellos das Kreatin zu gelten.“
Zusammen mit seinem Freund Friedrich Wöhler, der an der Höheren Gewerbeschule (Polytechnikum) in Kassel wirkte (und 1836 einem Ruf auf den Lehrstuhl für Chemie und Pharmazie in Göttingen folgte), entwickelte er 1832 die Radikaltheorie, welche die Vielzahl von Stoffen erklärt, die nur aus Wasserstoff, Sauerstoff und Kohlenstoff bestehen (siehe hierzu auch Geschichte der Substitutionsreaktion).
Ebenfalls mit Wöhler entdeckte er am Beispiel des Knallsilbers einerseits und des Silbercyanats andererseits die Isomerie, d. h. den Umstand, dass zwei verschiedene Stoffe die gleiche Zusammensetzung, aber unterschiedliche Struktur und Eigenschaften haben können.
Im Jahre 1831 entdeckte er – zeitgleich mit anderen Forschern – das von ihm als „Chlorkohlenstoff“ bezeichnete Chloroform, dessen genaue chemische Zusammensetzung drei Jahre später durch Liebigs Lehrer Dumas, der 1834 die Substanz zudem erstmals als „Chloroform“ bezeichnete, aufgeklärt wurde und das zwei Jahrzehnte später als eines der ersten Narkotika in der Medizin eingesetzt wurde.
Sein Hauptinteresse während seiner Gießener Zeit galt der Förderung der Landwirtschaft mit dem Ziel, die zum Teil verheerenden Hungersnöte der damaligen Zeit – er hatte 1816 im Jahr ohne Sommer selbst eine erlebt – zu verhindern. Seine Erkenntnisse auf diesem Gebiet fasste er 1840 und 1842 in zwei Werken zusammen: Die organische Chemie in ihrer Anwendung auf Agricultur und Physiologie, kurz Agriculturchemie genannt, und Die Thierchemie oder die organische Chemie in ihrer Anwendung auf Physiologie und Pathologie. Diese beiden Bücher erregten ungeheures Aufsehen, nicht nur bei Wissenschaftlern, sondern bei allen Gebildeten seiner Zeit. Die Agrikulturchemie, in der er die Mineraldüngung propagierte und ihre Bedeutung für Qualität und Ertrag der Pflanzen erklärte, erlebte neun Auflagen und wurde überdies in 34 Sprachen übersetzt.

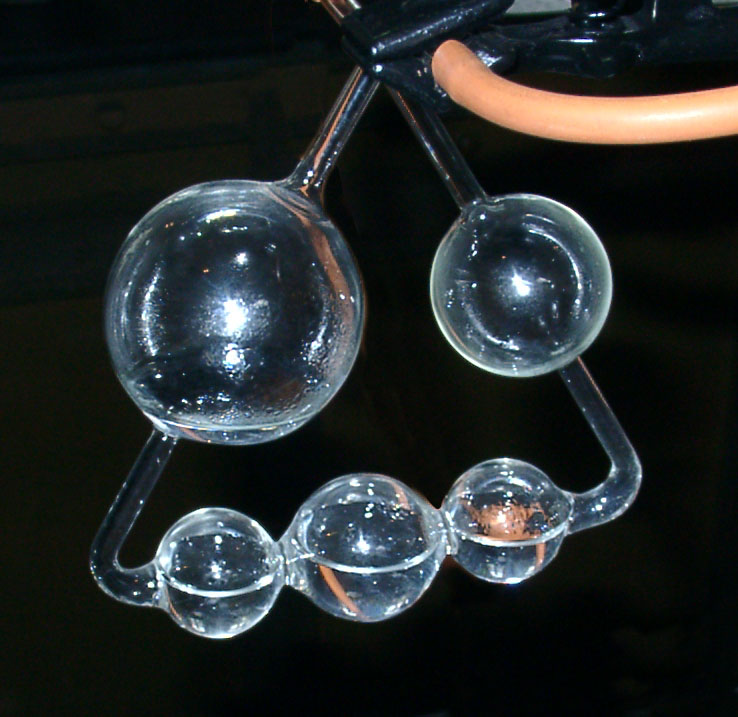
Fünf-Kugel-Apparat (moderner Nachbau)

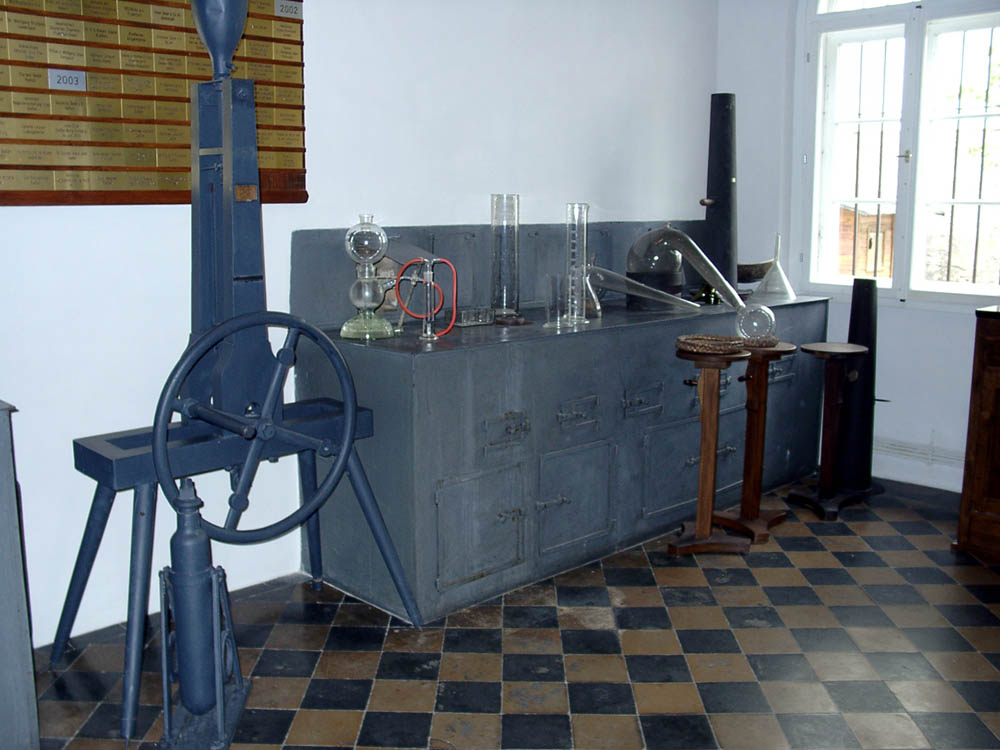
CO_{2}-Komprimierer in Liebigs Privatlabor

In seinem Privatlabor widmete er sich 1846 bis 1849 zusammen mit seinen englischen Schülern Edward Frankland und James Sheridan Muspratt u. a. der Weiterentwicklung des erstmals von 1842 von John Bennet Lawes entwickelten wasserlöslichen Phosphatdüngers („Superphosphat)“. Superphosphat ist auch heute noch der weltweit meistverwendete Phosphatdünger. Der Dünger verbesserte die Ernte und dadurch die Nahrungsversorgung in der zweiten Hälfte des 19. Jahrhunderts außerordentlich.
Liebig erlangte durch seine Forschungen im Gießener Institut, durch seine bahnbrechenden Lehrmethoden, insbesondere seine Experimentalvorlesungen, und durch seine Veröffentlichungen auf dem Gebiete der Chemie, der Pharmazie, der Physiologie und der Landwirtschaft weltweite Anerkennung. Sein Gießener Laboratorium wurde zum Mekka für die Chemiker aus aller Herren Ländern.
In München bezog er ein ganz nach seinen Wünschen gebautes Wohnhaus und das daneben liegende Chemische Institut. Er hielt in den Folgejahren auch hier Vorlesungen vor den Studenten, dies aber in stark reduziertem Ausmaß. Den Hauptteil der Vorlesungen und Praktika überließ er nun seinen Assistenten.
Als die Tochter seines Freundes James Muspratt 1852 in seinem Haus an Cholera erkrankte, brachte ihn das auf die Idee, ein „Fleischinfusum“ zu entwickeln, mit dessen Hilfe Personen mit schweren Magen- und Darmerkrankungen vor dem Tod gerettet werden konnten. Aus diesem Infusum hat er später „Liebigs Fleischextrakt“ entwickelt.

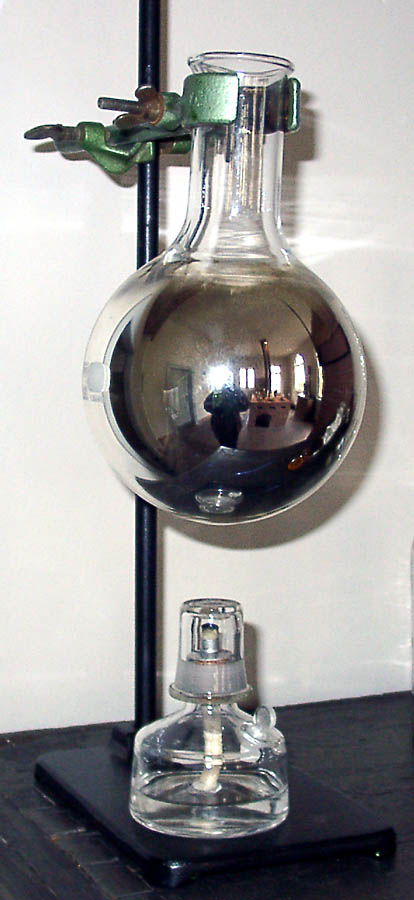
Kolben mit Silberspiegel

Außerdem arbeitete er an der Entwicklung eines Silberspiegels anstelle der bis dahin üblichen, aber die Gesundheit gefährdenden Quecksilberspiegel. Die von ihm 1858 veranlasste Produktion der Spiegel musste jedoch nach wenigen Jahren eingestellt werden, weil die Bevölkerung die Quecksilberspiegel bevorzugte. Erst als diese 1886 wegen ihrer Giftigkeit verboten wurden, ging man allgemein zur Silberspiegelfabrikation über.
Um Säuglinge aus armen, schlecht ernährten Familien, für die aus gesundheitlichen oder anderen Gründen keine Muttermilch und auch keine Amme zur Verfügung stand, vor dem Verhungern zu bewahren, entwickelte Liebig nach längeren Untersuchungen eine „Suppe für Säuglinge“, wie er das Produkt nannte und in Zeitungen empfahl. Es handelte sich um einen frühen Vorläufer der heutigen Babynahrung.
Viel Zeit und Arbeit investierte Liebig in die Schaffung eines chemischen Gemisches, mit dessen Hilfe man Brot backen konnte, ohne auf die leicht verderbliche Hefe angewiesen zu sein. Zusammen mit seinem amerikanischen Schüler Eben Norton Horsford führten diese Experimente zu einem Produkt, das wir heute Backpulver nennen. In Amerika hatte Horsford mit dem baking powder großen finanziellen Erfolg. In Deutschland fand das Backpulver ab 1892 weite Verbreitung, weil August Oetker das Backpulver nicht den Bäckern zum Brotbacken, sondern den Hausfrauen zum Kuchenbacken empfahl. Der Durchbruch war Justus Liebig verwehrt, da den Hausfrauen in damaliger Zeit keine genauen Waagen zur Verfügung standen. Oetkers Idee, die Abfüllung und Darreichungsgröße für eine bestimmte Menge Mehl anzubieten, die gut abzuwiegen war (1 Pfund), ermöglichte den wirtschaftlichen Erfolg, wenn auch nicht für Liebig.
Die größte Publizität verschaffte Liebig die Entwicklung seines Fleischextraktes. Es war die Weiterentwicklung seines 1852 hergestellten Fleischinfusums und wurde anfangs nur in geringem Umfange in Münchner Apotheken verkauft. Erst als der deutsche Ingenieur Georg Christian Giebert 1862 von Liebig die Lizenz zur Großproduktion in Uruguay erhalten hatte, wurde „Liebigs Fleischextrakt“ in Fray Bentos in riesigen Mengen erzeugt und weltweit verkauft. Nach Liebigs Vorstellungen sollte der Fleischextrakt ein Nährmittel vor allem für die ärmere Bevölkerung sein. Der relativ hohe Preis und seine Zusammensetzung ließen dies jedoch nicht zu. Letztlich bewährte sich der Fleischextrakt als sehr beliebte Würze für Suppen und Speisen. Der Extrakt wurde damit zum Vorläufer der heute verbreiteten Speisewürzen wie Maggi-Würze und Knorr. Der Fleischextrakt wurde in Packungen mit Sammelbildern verkauft. Diese sogenannten Liebigbilder erfreuten sich jahrzehntelang größter Beliebtheit. Von 1873 bis 1975 erschienen über 7000 Serien dieser Liebigbilder.
In den letzten Jahren seines Lebens beschäftigte Liebig sich mit der Physiologie der Gärung und hatte in seiner chemischen Erklärung den französischen Mikrobiologen Louis Pasteur zum erbitterten Gegner. Liebig vertrat die Auffassung, dass eine zellfreie Gärung möglich sei, während Pasteur nur an eine Gärung im Beisein von Mikroorganismen glaubte. Die Forschung hat letzten Endes beiden Recht gegeben: Es gibt eine an Mikroorganismen gebundene Gärung, beispielsweise die Hefegärung von Alkohol, aber auch eine zellfreie Gärung, beispielsweise die Zymase.
| Radikaltheorie                        | Mineraldünger          |
| Theorie der Isomerie                  | Fleischextrakt         |
| Fünf-Kugel-Apparat                    | Silberspiegel          |
| Superphosphat                         | Eisen-Nickel-Legierung |
| Chloroform, Chloral und Chloralhydrat | Backpulver             |
| Pyrogallol                            | Babynahrung            |

Nach Liebig ist das Liebigsche Minimumgesetz benannt, das ursprünglich von Carl Philipp Sprengel stammt, jedoch durch Liebig – in erweiterter Form – zielgerichtet verbreitet und bekannt gemacht wurde. In Sprengels Fassung fehlten noch die wichtigen nichtstofflichen Faktoren wie Wärme, Licht etc., die Liebig dann einbezog. Das Minimumgesetz besagt, dass das Pflanzenwachstum durch die knappste Ressource (Nährstoffe wie Kohlenstoffdioxid, Salze, Wasser, Licht etc.) begrenzt wird. Wenn ein solcher Faktor fehlt, bleibt das Wachstum gestört, selbst wenn andere Ressourcen vorhanden sind. Das Minimumgesetz ist eine wichtige Grundlage für die Planung von Düngemaßnahmen.
Auch der Liebigkühler ist nicht, wie angenommen, von Liebig erfunden worden, sondern wurde schon weit früher eingesetzt, er wurde aber durch Liebig populär.

## Wirkung

### Bedeutung für die organische Chemie

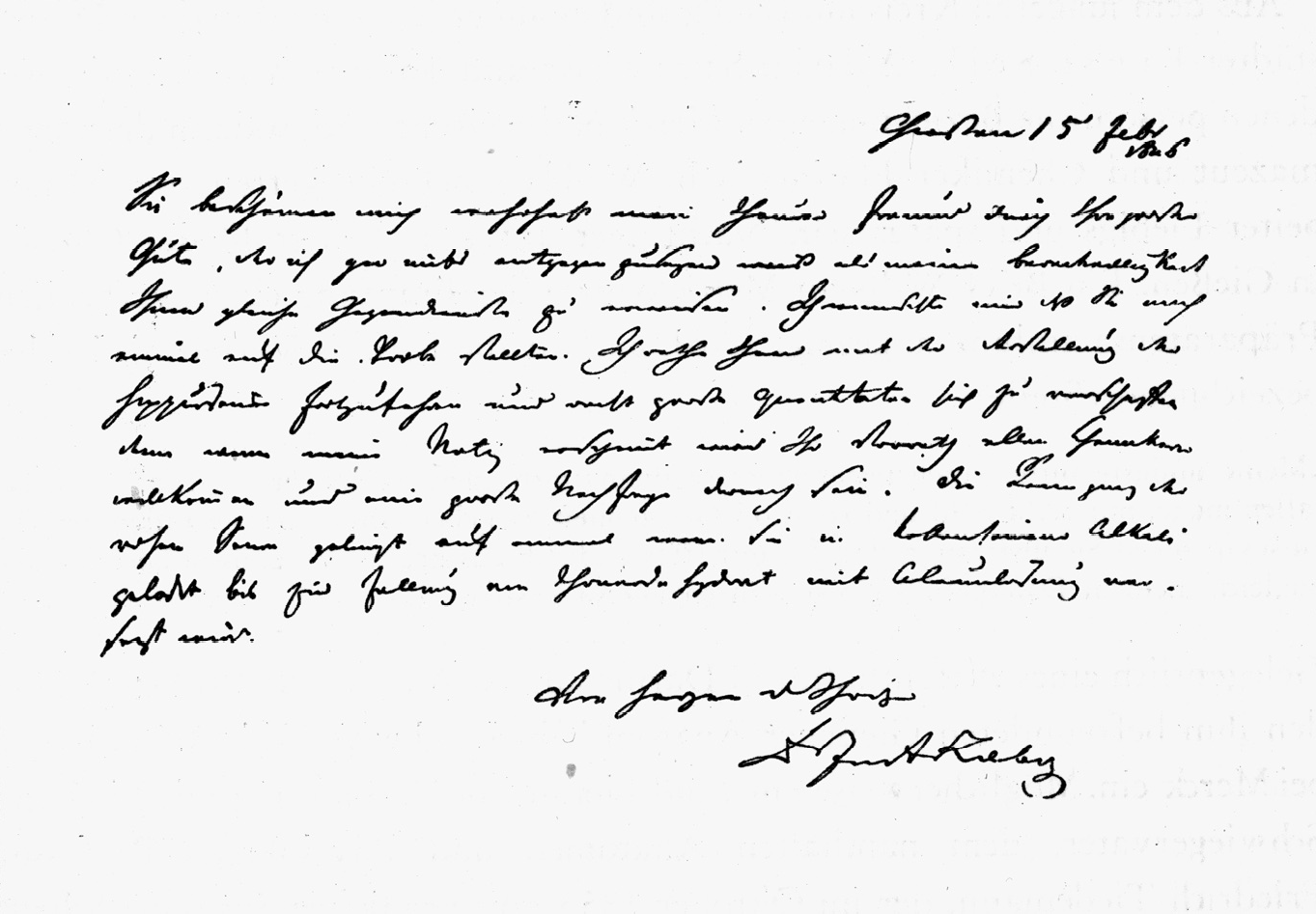
Dankesschreiben Justus Liebigs an Heinrich Emanuel Merck

In die Geschichte eingegangen ist Justus Liebig als einer der bekanntesten und erfolgreichsten Chemiker seines Jahrhunderts sowie als Begründer der Agrochemie. Darüber hinaus waren seine experimentellen und theoretischen Erkenntnisse richtungsweisend für die gesamte Entwicklung der organischen Chemie.
Durch seine literarische Tätigkeit hatte er großen Einfluss auf die Entwicklung seines Fachgebietes. So war er seit 1832 zusammen mit Philipp Lorenz Geiger und Rudolph Brandes Herausgeber der damals maßgebenden wissenschaftlichen Zeitschrift Annalen der Pharmacie (später Annalen der Chemie und Pharmacie und Liebigs Annalen der Chemie).
Alleine oder gemeinsam mit seinen Kollegen Poggendorff, Geiger und Wöhler verlegte er ab 1837 diverse richtungsweisende Lehr- und Nachschlagewerke.

### Begründer der Agrochemie

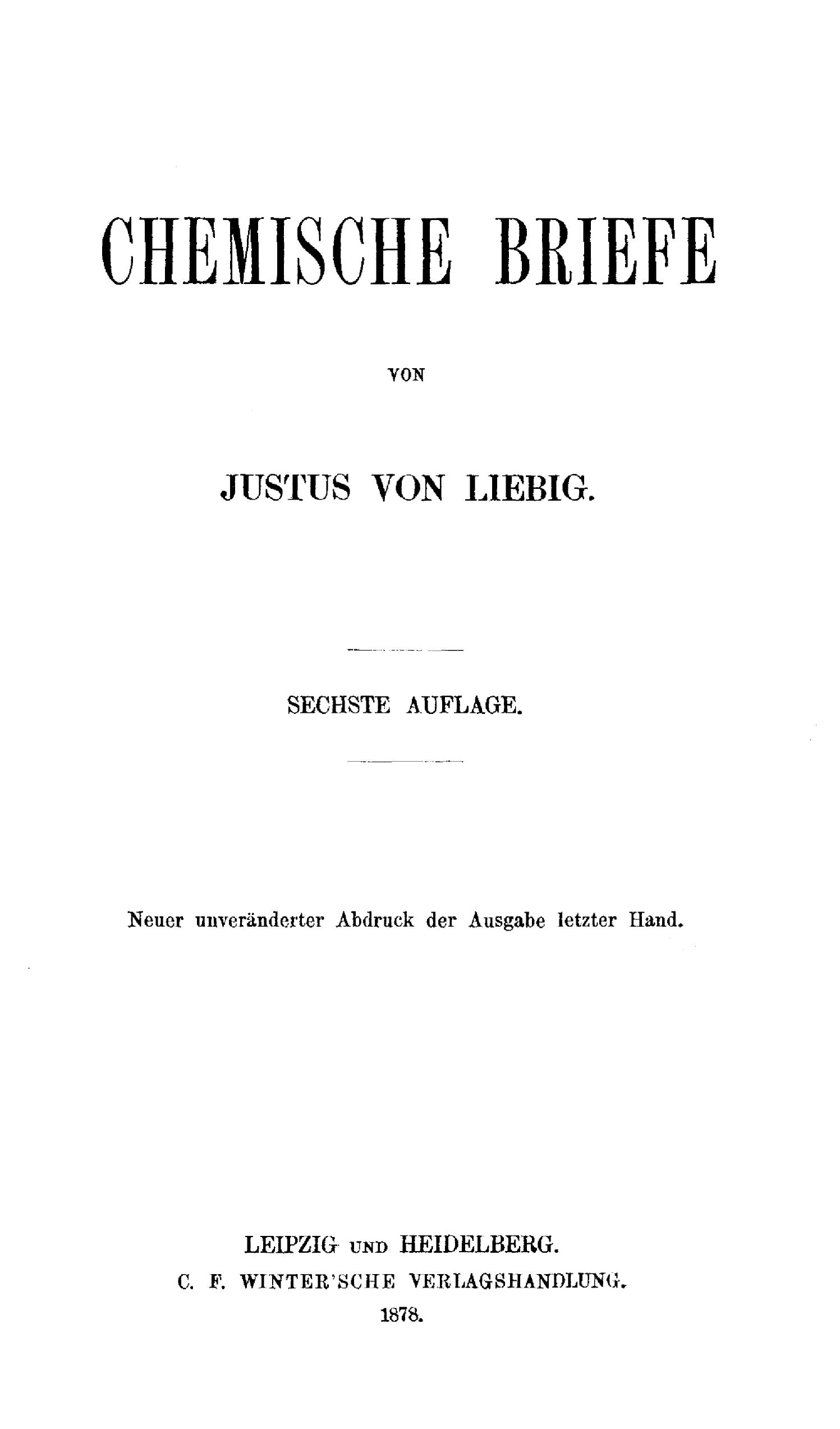
Chemische Briefe, Titelblatt

1840 publiziert er sein grundlegendes Werk über Agrikulturchemie. In der ersten Zeit nach Veröffentlichung waren seine Grundaussagen umstritten und wurden von der Wissenschaft und praktischen Landwirtschaft als inkompetent erachtet. Erst ca. 20 Jahre nach Veröffentlichung der Agrikulturchemie erfuhr Liebig breite wissenschaftliche Anerkennung. Die praktische Anwendung seiner Lehre führte seither zur Vervielfachung der Ernteerträge. Die Ernährung industriell und großstädtisch organisierter Gesellschaften wäre ohne Kenntnis der Liebig’schen agrikulturchemischen Grundaussagen nicht möglich. So ist beispielsweise in Deutschland die agrarische Produktion zwischen 1873 und 1913 um 90 % gestiegen. Diese Zunahme basierte neben der Mechanisierung der Landwirtschaft und wissenschaftlich begründeter Tierzucht insbesondere auf der Verwendung von bergbautechnisch gewonnenen bzw. industriell hergestellten Düngemitteln.

### Chemische Briefe
Um die Erkenntnisse der Chemie einem breiteren Publikum nahezubringen, schrieb Liebig seit 1841 sogenannte Chemische Briefe, populärwissenschaftliche Abhandlungen, die in der Augsburger Allgemeinen Zeitung in unregelmäßigen Abständen erschienen und bei den Lesern großen Anklang fanden.

### Experimenteller Unterricht
Justus Liebig hat mit seinen Vorlesungen den experimentellen Unterricht in den naturwissenschaftlichen Fächern eingeführt. Durch seine Forschungen auf dem Gebiete der Analytik wurde die Chemie zur exakten Wissenschaft. Anlässlich seines 200. Geburtstages wurde das Wissenschaftsjahr 2003 als „Jahr der Chemie“ begangen.

### Lehrer bedeutender Chemiker
Auf den Liebigschen Erkenntnissen und Methoden beruhte die chemische Forschung des späten 19. und des frühen 20. Jahrhunderts. Unter den ersten 60 Nobelpreisträgern der Chemie waren 42 der Geehrten Nachfolger seiner Schüler.

### Internationale Firmengründungen

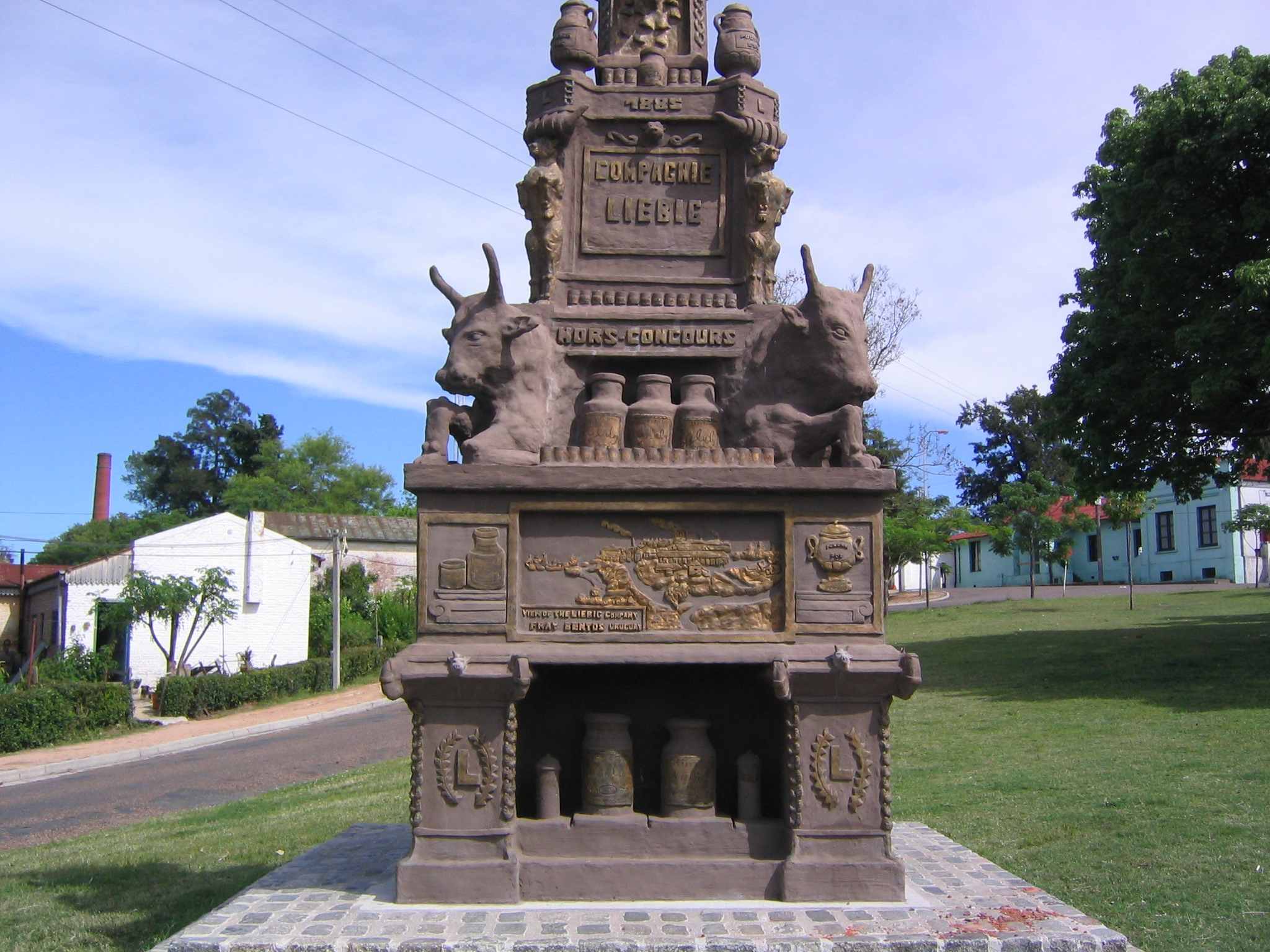
Denkmal in Fray Bentos

Der Name Liebig und seine Erfindung wurden weltweit vor allem durch die internationale 1865 in London gegründete Liebig’s Extract of Meat Company mit Hauptbetriebsstätte in Fray Bentos (Uruguay) beziehungsweise durch deren Produkte, Logos und Werbung bekannt. 1964 schlossen sich die Liebig Co. und die Welt-Teefirma Brook Bond & Company (gegründet 1869 in Manchester durch Arthur Brook) zur Brook Bond Liebig Co. zusammen und wurden später vom Unilever-Konzern (gegründet 1874 durch die Brüder Lever, ab 1929 Unilever) übernommen. Die Liebig-Konzentrat-Würfel waren in Frankreich und Belgien noch in den 1950er Jahren unter dem Namen Cubes Liebig (Aussprache etwa „Küb Lie-ebig“) ein allgemeines Haushalts-Lebensmittel.

## Veröffentlichungen
- Einige Bemerkungen über die Bereitung und Zusammensetzung des Brugnatellischen und Howardschen Knallsilbers. In: Repertorium für die Pharmacie. Band 12. Nürnberg 1822, S. 412–426 (Digitalisat und Volltext im Deutschen Textarchiv).
- Ueber die Verbindungen, welche durch die Einwirkung des Chlors auf Alkohol, Aether, ölbildendes Gas und Essiggeist entstehen. In: Liebigs Annalen. Band 1, 1832, S. 182–230 (freier Volltext in der Google-Buchsuche).
- Anleitung zur Analyse organischer Körper 1837, Verlag Vieweg, Braunschweig, (Digitalisat/Faksimile); 2. Aufl. 1853 (archive.org).
- Die organische Chemie in ihrer Anwendung auf Physiologie und Pathologie. Braunschweig 1842 (Digitalisat).
  - Die Thierchemie, oder die organische Chemie in ihrer Anwendung auf Physiologie und Pathologie 1842, Verlag Vieweg Braunschweig (Digitalisat und Volltext im Deutschen Textarchiv); 2. Auflage 1843.
- Die Chemie in ihrer Anwendung auf Agricultur und Physiologie 1840, Verlag Vieweg Braunschweig (Digitalisat und Volltext im Deutschen Textarchiv); 5. korr. und sehr vermehrte Aufl. 1843. (freier Volltext in der Google-Buchsuche).
- Ueber das Studium der Naturwissenschaften und über den Zustand der Chemie in Preußen. Vieweg, Braunschweig 1840 (Digitalisat).
- Liebig, Geiger: Handbuch der Organischen Chemie – mit Rücksicht auf Pharmacie 1843, Verlag Winter, Leipzig und Heidelberg (Digitalisat).
- Ueber einige Harnstoffverbindungen und eine neue Methode zur Bestimmung von Kochsalz und Harnstoff im Harn. In: Ann. Pharm. Band 85, 1853, S. 289–328 (freier Volltext in der Google-Buchsuche).
- Liebig, Poggendorff, Wöhler: Handwörterbuch der reinen und angewandten Chemie Verlag Vieweg Braunschweig, 1. Band, 1842, (archive.org); 2. Band, 2. Aufl. 1858 (archive.org); 3. Band, 1848 (archive.org).
- Ueber Theorie und Praxis in der Landwirtschaft. Braunschweig 1856.
- Über das Verhalten der Ackerkrume zu den in Wasser löslichen Nahrungsstoffen der Pflanzen. München, Cotta, 1858 (freier Volltext in der Google-Buchsuche).
- Chemische Briefe (Nr. 1–33). 3. Auflage. Leipzig/Heidelberg 1851 (archive.org), 4. Auflage ebenda 1859, und Chemische Briefe (Nr. 1–50). Verlag Winter, Leipzig/Heidelberg 1865 (Digitalisat).
- Ueber Gährung, über Quelle der Muskelkraft und Ernährung. Leipzig 1870 (Digitalisat).
- Suppe für Säuglinge. 3. Auflage. Braunschweig 1877 (Digitalisat).

## Ehrungen
- Bereits zu Lebzeiten wurde Liebig durch John Laurence Smith geehrt, der ein von ihm 1848 neu entdecktes Mineral, den Liebigit nach ihm benannte.[39]
- Auch eine Pflanzengattung Liebigia Endl. aus der Familie der Gesneriengewächse (Gesneriaceae) ist nach ihm benannt.[40]
- In einigen Städten Deutschlands wurden nach Liebigs Tod Liebig-Denkmale errichtet, u. a. in München auf dem Maximiliansplatz (1883), in Darmstadt auf dem Luisenplatz und in Gießen an der Ostanlage. Das ursprüngliche, von Fritz Schaper 1890 geschaffene große Gießener Liebigdenkmal wurde 1945 zerstört, der noch erhaltene Kopf konnte aber 1952 in das neue, schlichtere Denkmal übernommen werden.

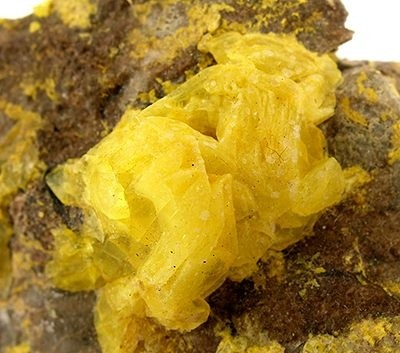
Uranmineral Liebigit, von John Lawrence Smith 1848 entdeckt
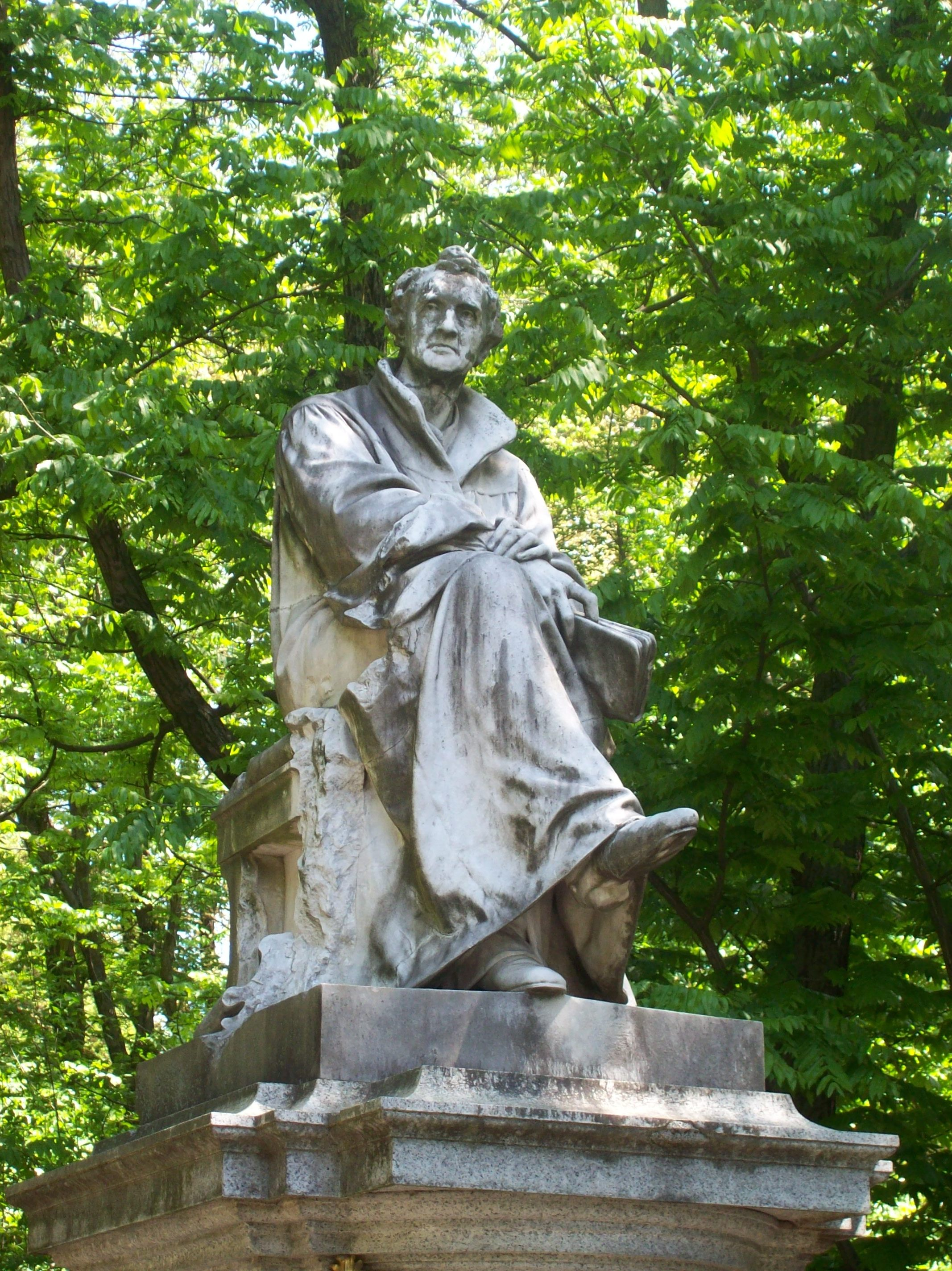
Liebig-Denkmal in München, 1883
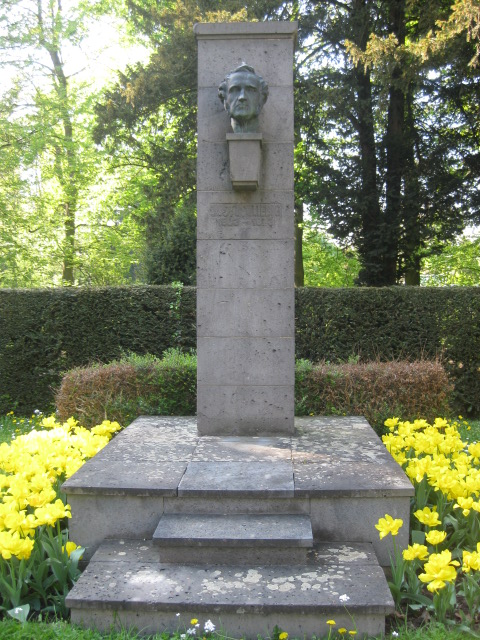
neues Liebig-Denkmal in Gießen, 1952
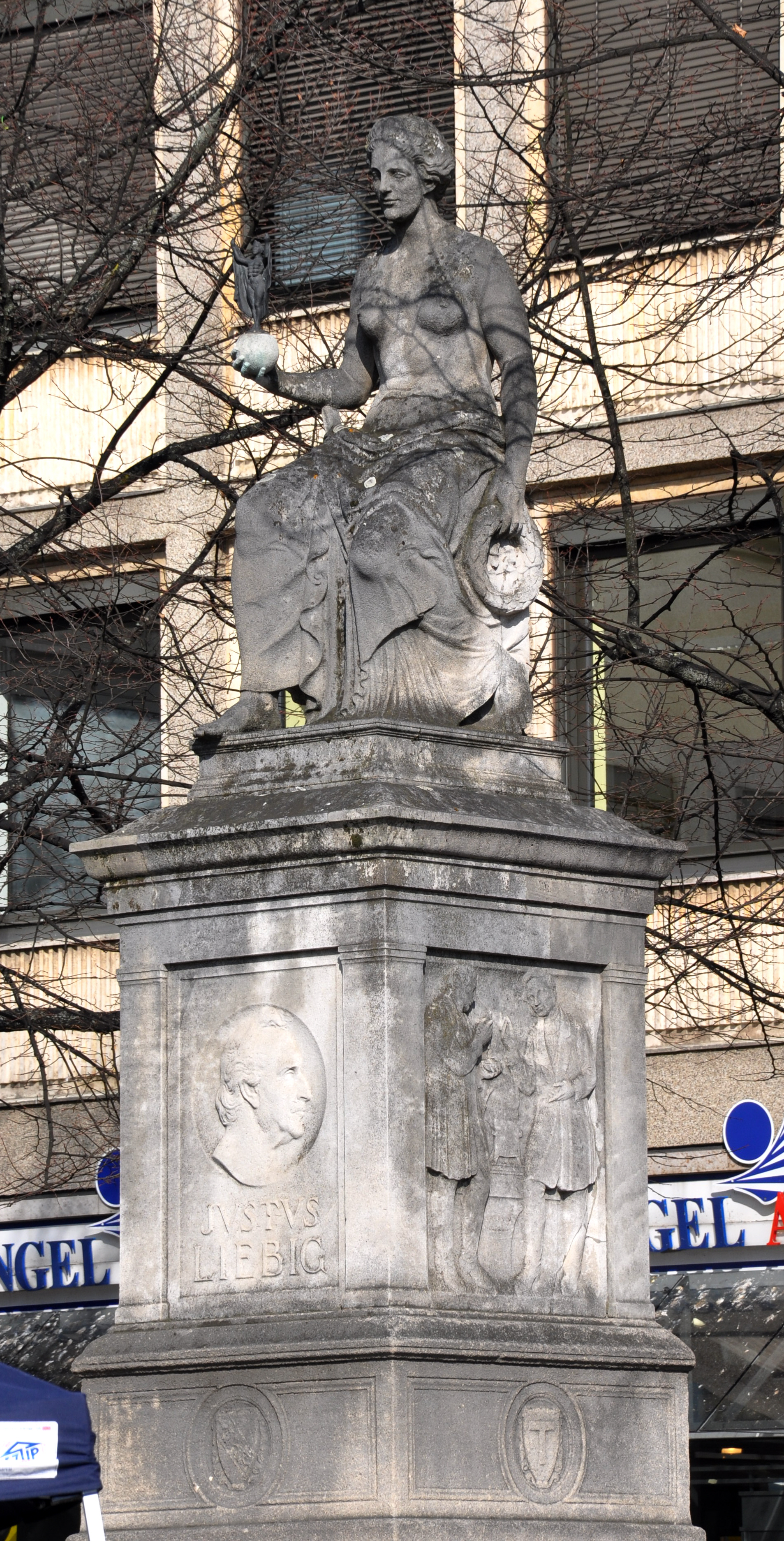
Liebig-Denkmal in Darmstadt
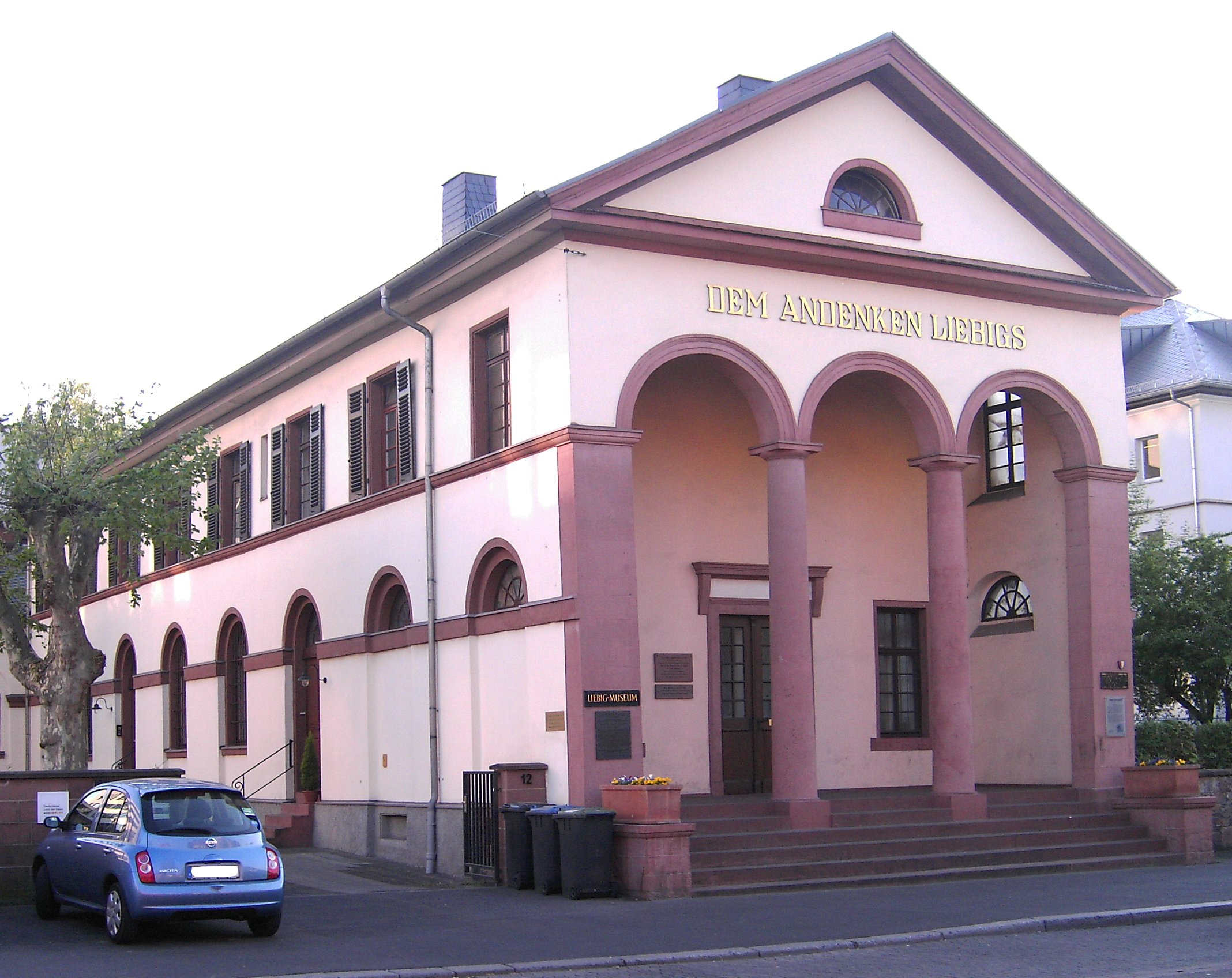
Das Liebig-Museum in Gießen
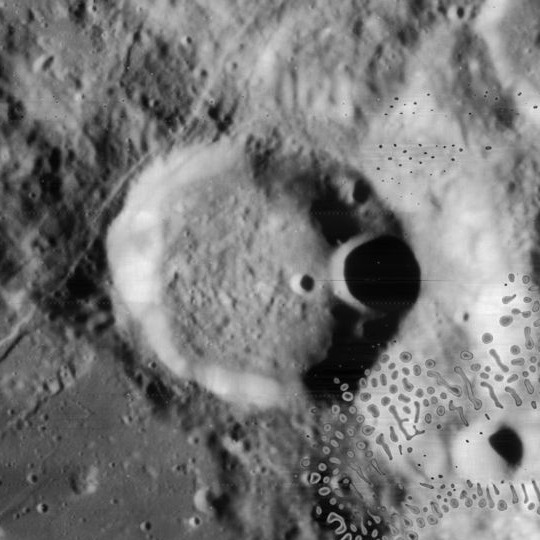
Der Mondkrater Liebig

In der nach ihm benannten Liebigstraße in Gießen ist zudem sein Labor erhalten, das seit 1920 als Liebig-Museum besucht werden kann. Eine am Museum angebrachte Gedenktafel der Gesellschaft Deutscher Chemiker (GDCh) würdigt Liebigs Wirken in Gießen im Rahmen des Programms Historische Stätten der Chemie.

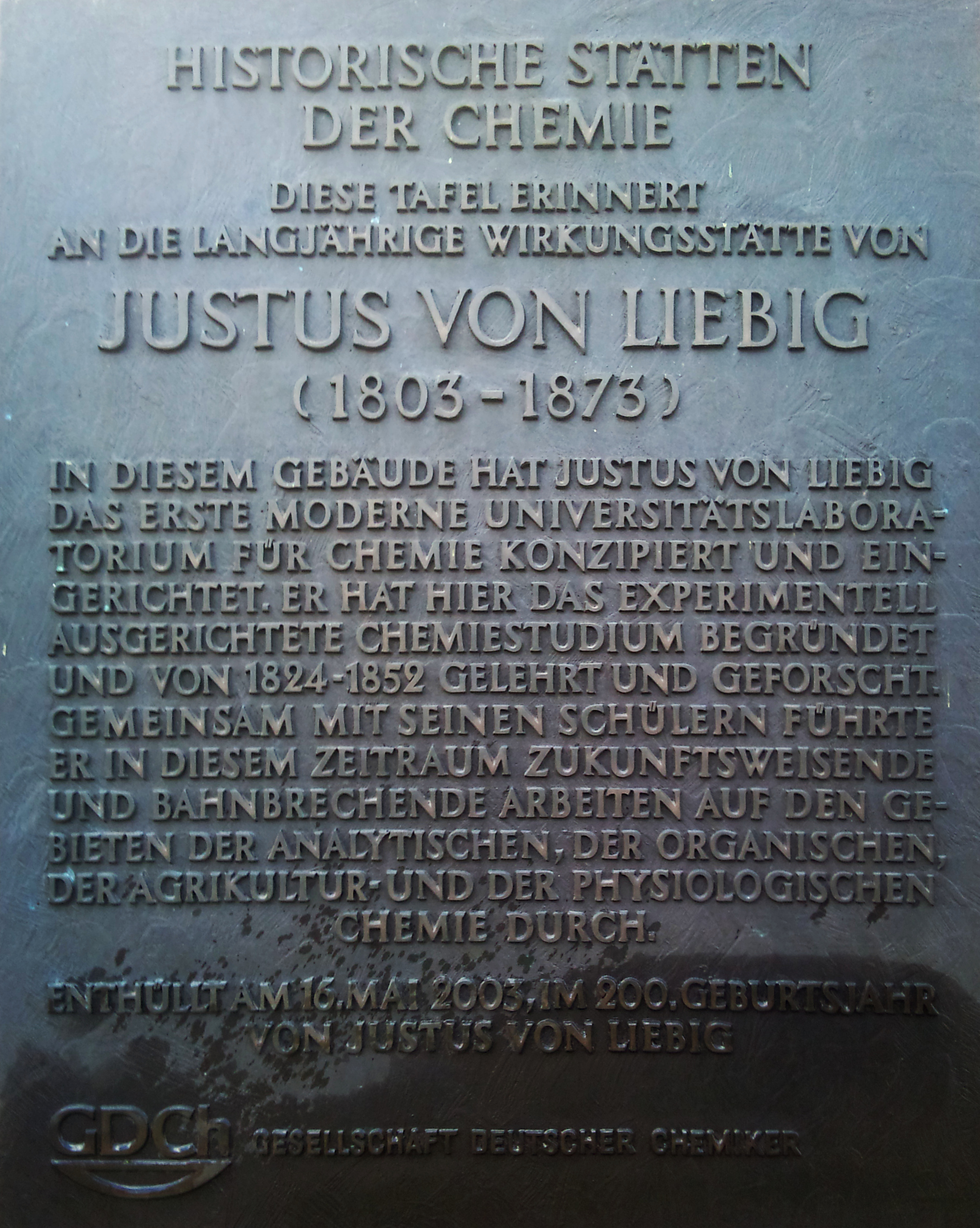
Gedenktafel am Gießener Liebig-Museum, 2003
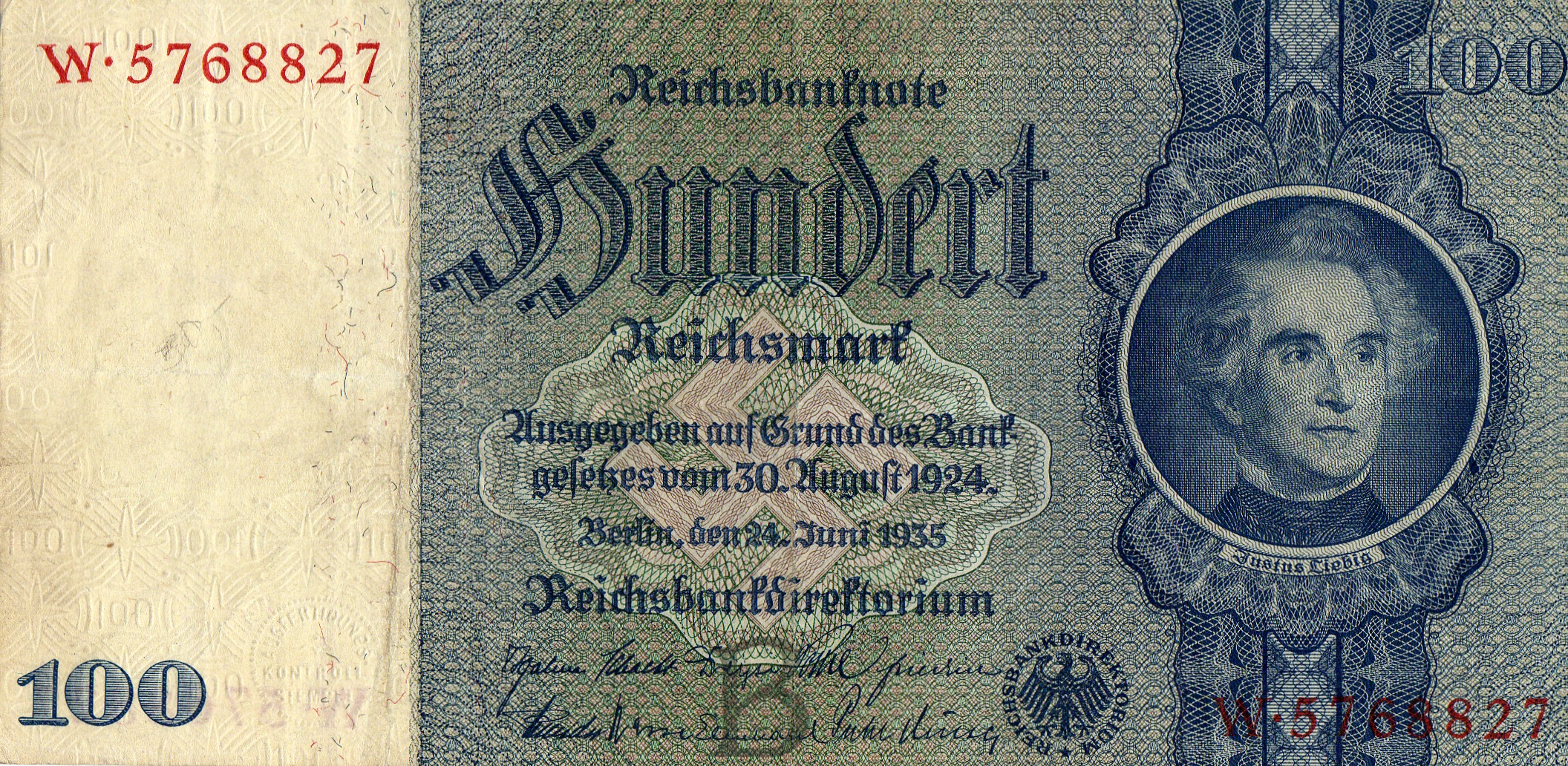
Reichsbanknote, gemalt von Wilhelm Trautschold in 1935
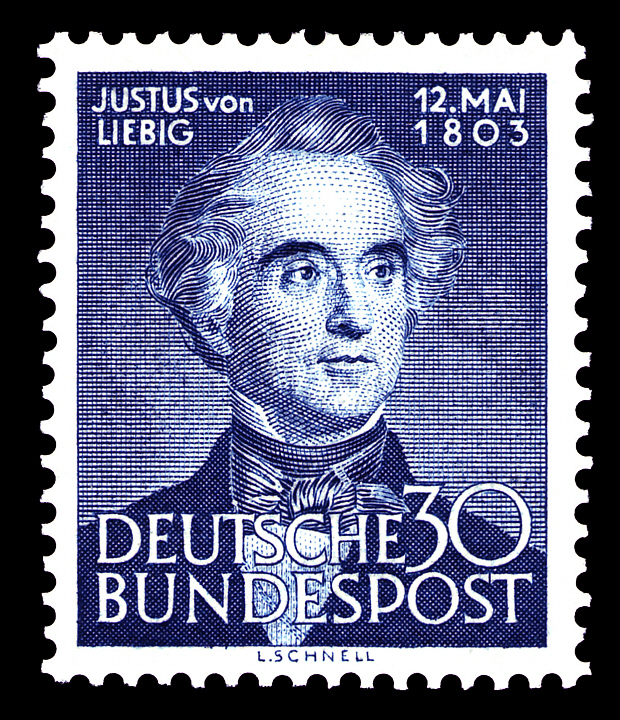
Gedenkmarke (1953) zum 150. Geburtstag (Deutsche Bundespost)
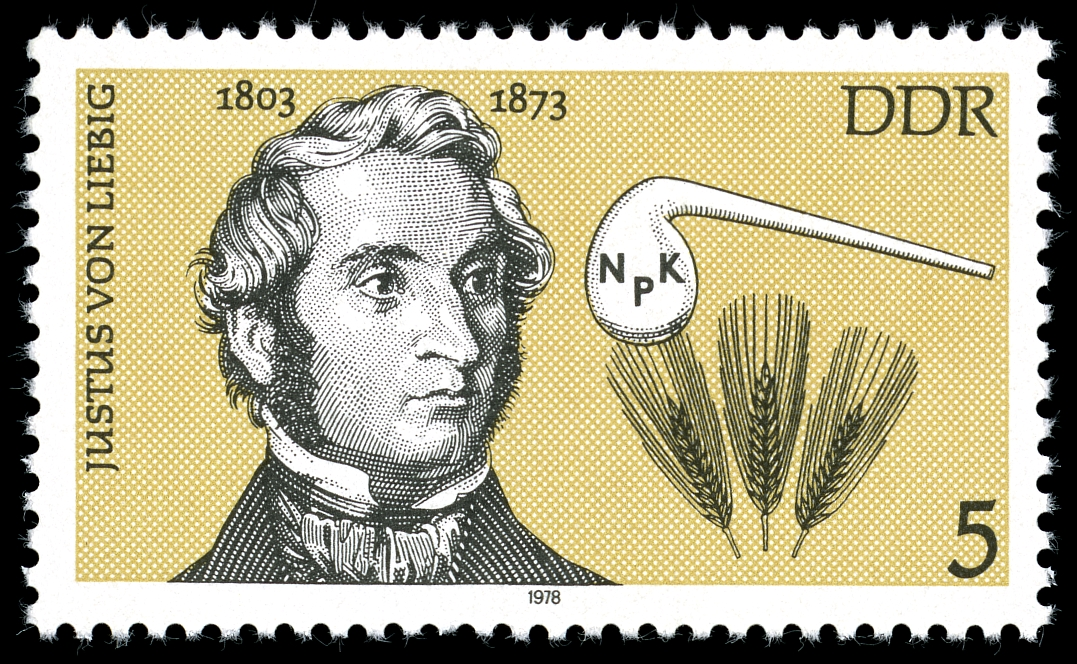
Gedenkmarke (1978) zum 175. Geburtstag (Deutsche Post, DDR)
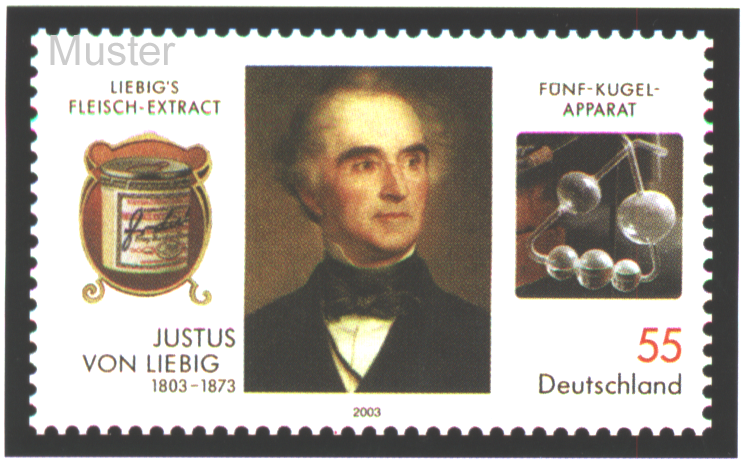
Gedenkmarke (2003) zum 200. Geburtstag (Deutsche Post AG)

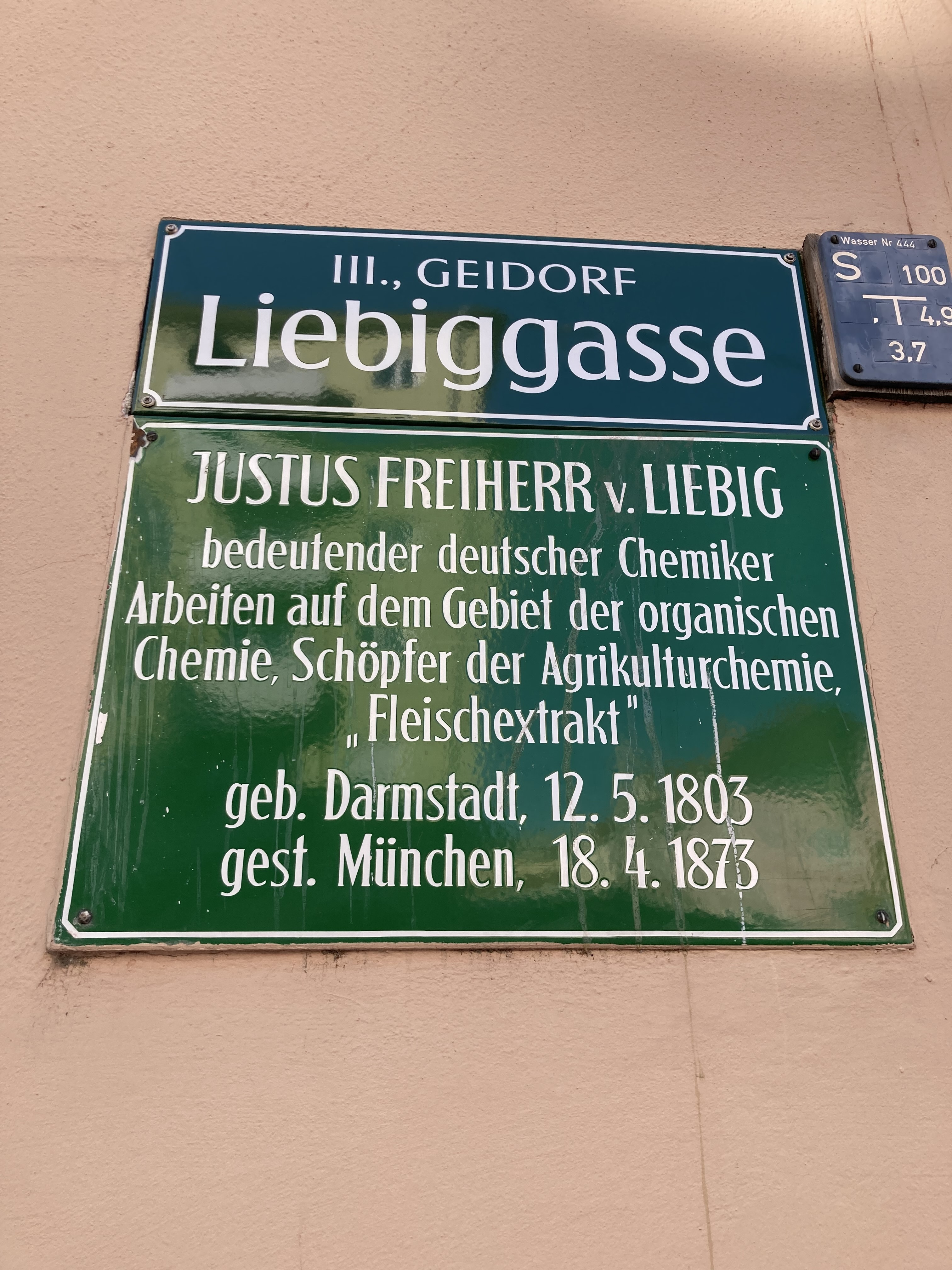
Gedenktafel für Justus von Liebig in Graz

- Die ehemalige Gießener Ludwigs-Universität wurde nach dem Zweiten Weltkrieg in Justus-Liebig-Universität umbenannt. Auch ein Gebäude der Universität für Bodenkultur in Wien ist nach Liebig benannt. In Neusäß wurde das dortige Gymnasium 1982 in Justus-von-Liebig-Gymnasium umbenannt, ebenso existiert seit 1937 die Liebigschule Gießen.
- In seiner Heimatstadt Darmstadt sind die Volkshochschule und die Hauptstelle der Stadtbibliothek in dem nach ihm benannten Justus-Liebig-Haus untergebracht; zudem gibt es in Darmstadt-Nord eine Liebigstraße.
- In Graz ist die Liebiggasse nach ihm benannt.
- Von 1953 bis zu ihrer Auflösung nach der Wende (1989/1990) trug die Magdeburger Ingenieurschule für Chemie Liebigs Namen. Vor dem Gebäude steht noch heute eine 1953 von Max Roßdeutscher geschaffene Büste Liebigs.
- In Anerkennung seiner Leistungen wurden zwei Preise mit seinem Namen verbunden, der Justus-von-Liebig-Preis für Welternährung und der Liebig-Wöhler-Freundschaftspreis.
- Das Liebig-Haus in Namibia trägt seinen Namen. 2009 wurde die Therme in Bad Salzhausen, deren Solewasser er einst untersuchte, in Justus von Liebig-Therme umbenannt.[41]
- Der Forscher Ernest Giles benannte den Mount Liebig im Northern Territory in Australien nach dem weltberühmten Deutschen. 1935 wurde der Mondkrater Liebig nach ihm benannt.[42] Seit 1960 ist er überdies Namensgeber für den Liebig Peak in der Antarktis. 2004 wurde der Asteroid (69286) von Liebig nach ihm benannt.[43]
- In der Heimatstadt seiner Ahnen Groß-Bieberau ist die Justus-von-Liebig-Straße nach dem Chemiker und Professor benannt. Dort siedelte sich sein Urgroßvater im Jahre 1722 an.[44]
- In der Maxdorfer BASF-Siedlung wurde eine Straße nach ihm Liebigstraße genannt.
- 1943 wurde der Kameradschaft VI des Nationalsozialistischen Deutschen Studentenbundes in Gießen, vormals Burschenschaft Adelphia Gießen, der Name Kameradschaft Justus von Liebig verliehen.[45]

### Bücher
- Wilhelm Strube, Helga Strube: Justus Liebig. Eine Biographie. Sax-Verlag, Markkleeberg 2005, ISBN 3-930076-58-6.
- Der Präsident der Justus-Liebig-Universität Gießen (Hrsg.): Justus Liebig: (1803–1873). Ausstellung der Justus-Liebig-Universität zum 200. Geburtstag von Justus Liebig. 3 Bände. Justus-Liebig-Universität Gießen, Gießen 2003, ISBN 3-9808949-0-8.
- Gesellschaft Deutscher Chemiker (Frankfurt am Main): Historische Stätten der Chemie: Justus von Liebig – Gießen. 16. Mai 2003.
- Georg Schwedt: Liebig und seine Schüler. Die neue Schule der Chemie. Springer Verlag, Berlin 2002, ISBN 3-540-43205-1.
- Barrie Blake Coleman: Brand names and product dynasties – Lessons in retrospect. Westland Books Pvt, Chennai/Indien 2000, ISBN 1-85252-462-6, S. 47f, 40, 183, 102.
- William H. Brock: Justus von Liebig: Eine Biographie des großen Naturwissenschaftlers und Europäers. Vieweg, Braunschweig 1999, ISBN 3-528-06995-3.
- Antonio Saltini: Storia delle scienze agrarie. Teil III: L'età della machina a vapore e dei concimi industriali. Edagricole, Bologna 1989, ISBN 88-206-2414-1.
- S. Schulz, P. Menzel: Justus von Liebig. „Alles ist Chemie“. Stuttgart-Hohenheim 1999, (DNB 982652887).
- Carlo Paoloni: Justus von Liebig. Eine Bibliographie sämtlicher Veröffentlichungen, mit biographischen Anmerkungen, Universitätsverlag Carl Winter: Heidelberg 1968.
- Hertha von Dechend: Justus von Liebig. In eigenen Zeugnissen und solchen seiner Zeitgenossen. Verlag Chemie, Weinheim 1963.
- Liebig, Justus, Freiherr von. In: Brockhaus – Kleines Konversations-Lexikon, 5. Auflage, Band 2. Leipzig 1911, S. 56 (Digitalisat).
- Jacob Volhard: Justus von Liebig – Ein Lebensbild (2 Bände). Leipzig 1909.
- Adolph Kohut: Justus von Liebig. Sein Leben und Wirken. Auf Grund der besten und zuverlässigsten Quellen geschildert. Mit ungedruckten Briefen Liebigs, zwei Briefen Liebigs in Faksimile und 34 Original-Illustrationen. Emil Roth, Gießen 1904.
- Georg Klemperer: Justus von Liebig und die Medicin. Verlag August Hirschwald, Berlin 1900.

### Aufsätze
- Albert Ladenburg: Liebig, Justus Freiherr von. In: Allgemeine Deutsche Biographie (ADB). Band 18, Duncker & Humblot, Leipzig 1883, S. 589–605.
- Rudolf Schreiber: Hundert Jahre Tierchemie. In: Chemiker Zeitung. 66 (17/18) 1942, ISSN 0009-2894, S. 180–181.
- Otto Krätz, Annemarie Diem: Das Porträt: Justus Liebig 1803–1873. In: Chemie in unserer Zeit. Band 7, Nr. 4, 1973, S. 107–111, doi:10.1002/ciuz.19730070403.
- Claus Priesner: Liebig, Justus Freiherr von. In: Neue Deutsche Biographie (NDB). Band 14, Duncker & Humblot, Berlin 1985, ISBN 3-428-00195-8, S. 497–501 (Digitalisat).
- Albert Faulconer, Thomas Edward Keys: Justus von Liebig. In: Foundations of Anesthesiology. 2 Bände, Charles C Thomas, Springfield (Illinois) 1965, Band 1, S. 442 und 454–458.
- Otto Krätz: Annäherung an ein schwieriges Genie: Justus Liebig (1803–1873) in seiner Zeit. In: Chemie in unserer Zeit. 37(6) 2003, S. 416–423, doi:10.1002/ciuz.200300308.
- Barbara I. Tshisuaka: Liebig, Justus Freiherr von. In: Werner E. Gerabek, Bernhard D. Haage, Gundolf Keil, Wolfgang Wegner (Hrsg.): Enzyklopädie Medizingeschichte. de Gruyter, Berlin / New York 2005, ISBN 3-11-015714-4, S. 854.
- F. L. Holmes: Liebig, Justus von. In: Charles Coulston Gillispie (Hrsg.): Dictionary of Scientific Biography. Band 8: Jonathan Homer Lane – Pierre Joseph Macquer. Charles Scribner’s Sons, New York 1973, S. 329–350 (englisch).

## Hinweis
Liebig ist nicht zu verwechseln mit der Familie Liebieg und mit dem Unternehmen der Nahrungsmittelindustrie Libby’s (Unternehmen).